# Världsmästerskapen i beachvolleyboll 2023 (damer)
Damernas turneringen under Världsmästerskapen i beachvolleyboll 2023 hölls 6 till 15 oktober 2023.
Sara Hughes och Kelly Cheng blev världsmästare för första gången genom att besegra regerande mästarna Ana Patrícia Ramos and Eduarda Santos Lisboa i finalen. Kristen Nuss och Taryn Kloth tog brons.

## Kval
Det var 48 lag kvalificerade för turneringen.

## Spelkalender
Lagen delades upp i tolv grupper om fyra lag. De två första lagen och de fyra bästa treorna gick direkt vidare till sextondelsfinal. Övriga treor spelade lucky loser mot varandra om de kvarvarande fyra platserna i sextondelsfinalerna. Slutspelet avgjordes genom en direkt avgörande match i varje runda
| G | Gruppspel | LL | Lucky losers-möten | 1⁄16 | Sextondelsfinal | 1⁄8 | Åttondelsfinal | 1⁄4 | Kvartsfinaler | 1⁄2 | Semifinaler | B | Match om tredjepris | F | Final |

| Fre 6 | Lör 7 | Sön 8 | Mån 9 | Tis 10 | Ons 11 | Tor 12 | Fre 13 | Lör 14 | Sön 15 | Sön 15 |
| ----- | ----- | ----- | ----- | ------ | ------ | ------ | ------ | ------ | ------ | ------ |
| G     | P     | P     | P     | LL     | 1⁄16   | 1⁄8    | 1⁄4    | 1⁄2    | B      | F      |

## Gruppspel
Lottning hölls 21 maj 2023. Om två lag fick lika många poäng i gruppspelet används först set- och sedam bollpoängskvot för att avgöras deras placering. Om tre lag fick samma poäng användes inbördes möten.
Alla tider är lokala (UTC−6).

### Grupp A
| Pos | Lag                 | M | V | F | P | SV | SF | SK    | BV  | BF  | BK    | Kvalificering    |
| --- | ------------------- | - | - | - | - | -- | -- | ----- | --- | --- | ----- | ---------------- |
| 1   | Ana Patrícia – Duda | 3 | 3 | 0 | 6 | 6  | 0  | MAX   | 126 | 78  | 1,615 | Sextondelsfinal  |
| 2   | Placette – Richard  | 3 | 2 | 1 | 5 | 4  | 2  | 2,000 | 112 | 97  | 1,155 | Sextondelsfinal  |
| 3   | Ahtiainen – Lahti   | 3 | 1 | 2 | 4 | 2  | 4  | 0,500 | 102 | 104 | 0,981 | Lucky loser-möte |
| 4   | Rivas – Chris       | 3 | 0 | 3 | 3 | 0  | 6  | 0,000 | 65  | 126 | 0,516 |                  |

| 7 oktober 2023 09:00 | Placette – Richard | 2–0 | Ahtiainen – Lahti | Plazas de Toros Huamantla Domare: Suzanne Lowry (USA), Giovanni Bake (RSA) Rapport: https://en.volleyballworld.com/beachvolleyball/competitions/beach-volleyball-world-championships-tlaxcala-2023/schedule/407447/ |
| 7 oktober 2023 09:00 | (21–17, 21–15)     |     |                   | Plazas de Toros Huamantla Domare: Suzanne Lowry (USA), Giovanni Bake (RSA) Rapport: https://en.volleyballworld.com/beachvolleyball/competitions/beach-volleyball-world-championships-tlaxcala-2023/schedule/407447/ |

| 7 oktober 2023 10:00 | Ana Patrícia – Duda | 2–0 | Rivas – Chris | Plazas de Toros Huamantla Domare: Robert Leko (SRB), Carlos Rivera (PUR) Rapport: https://en.volleyballworld.com/beachvolleyball/competitions/beach-volleyball-world-championships-tlaxcala-2023/schedule/407446/ |
| 7 oktober 2023 10:00 | (21–5, 21–17)       |     |               | Plazas de Toros Huamantla Domare: Robert Leko (SRB), Carlos Rivera (PUR) Rapport: https://en.volleyballworld.com/beachvolleyball/competitions/beach-volleyball-world-championships-tlaxcala-2023/schedule/407446/ |

| 8 oktober 2023 10:00 | Placette – Richard | 2–0 | Rivas – Chris | Plazas de Toros Huamantla Domare: Giovanni Bake (RSA), Carlos Rivera (PUR) Rapport: https://en.volleyballworld.com/beachvolleyball/competitions/beach-volleyball-world-championships-tlaxcala-2023/schedule/407471/ |
| 8 oktober 2023 10:00 | (21–10, 21–13)     |     |               | Plazas de Toros Huamantla Domare: Giovanni Bake (RSA), Carlos Rivera (PUR) Rapport: https://en.volleyballworld.com/beachvolleyball/competitions/beach-volleyball-world-championships-tlaxcala-2023/schedule/407471/ |

| 8 oktober 2023 11:00 | Ana Patrícia – Duda | 2–0 | Ahtiainen – Lahti | Plazas de Toros Huamantla Domare: Suzanne Lowry (USA), Juan Saavedra (COL) Rapport: https://en.volleyballworld.com/beachvolleyball/competitions/beach-volleyball-world-championships-tlaxcala-2023/schedule/407470/ |
| 8 oktober 2023 11:00 | (21–14, 21–14)      |     |                   | Plazas de Toros Huamantla Domare: Suzanne Lowry (USA), Juan Saavedra (COL) Rapport: https://en.volleyballworld.com/beachvolleyball/competitions/beach-volleyball-world-championships-tlaxcala-2023/schedule/407470/ |

| 9 oktober 2023 10:00 | Ahtiainen – Lahti | 2–0 | Rivas – Chris | Plazas de Toros Huamantla Domare: Carlos Rivera (PUR), Robert Leko (SRB) Rapport: https://en.volleyballworld.com/beachvolleyball/competitions/beach-volleyball-world-championships-tlaxcala-2023/schedule/407495/ |
| 9 oktober 2023 10:00 | (21–10, 21–10)    |     |               | Plazas de Toros Huamantla Domare: Carlos Rivera (PUR), Robert Leko (SRB) Rapport: https://en.volleyballworld.com/beachvolleyball/competitions/beach-volleyball-world-championships-tlaxcala-2023/schedule/407495/ |

| 9 oktober 2023 11:00 | Ana Patrícia – Duda | 2–0 | Placette – Richard | Plazas de Toros Huamantla Domare: Suzanne Lowry (USA), Giovanni Bake (RSA) Rapport: https://en.volleyballworld.com/beachvolleyball/competitions/beach-volleyball-world-championships-tlaxcala-2023/schedule/407494/ |
| 9 oktober 2023 11:00 | (21–16, 21–12)      |     |                    | Plazas de Toros Huamantla Domare: Suzanne Lowry (USA), Giovanni Bake (RSA) Rapport: https://en.volleyballworld.com/beachvolleyball/competitions/beach-volleyball-world-championships-tlaxcala-2023/schedule/407494/ |

### Grupp B
| Pos | Lag                    | M | V | F | P | SV | SF | SK    | BV  | BF  | BK    | Kvalificering    |
| --- | ---------------------- | - | - | - | - | -- | -- | ----- | --- | --- | ----- | ---------------- |
| 1   | Nuss – Kloth           | 3 | 3 | 0 | 6 | 6  | 0  | MAX   | 126 | 91  | 1,385 | Sextondelsfinal  |
| 2   | Andressa – Vitória     | 3 | 2 | 1 | 5 | 4  | 3  | 1,333 | 126 | 124 | 1,016 | Sextondelsfinal  |
| 3   | Paulikienė – Raupelyté | 3 | 1 | 2 | 4 | 3  | 4  | 0,750 | 125 | 131 | 0,954 | Lucky loser-möte |
| 4   | Akiko – Yurika         | 3 | 0 | 3 | 3 | 0  | 6  | 0,000 | 104 | 135 | 0,770 |                  |

| 7 oktober 2023 14:30 | Andressa – Vitória    | 2–1 | Paulikienė – Raupelyté | Plazas de Toros Huamantla Domare: Carlos Rivera (PUR), Robert Leko (SRB) Rapport: https://en.volleyballworld.com/beachvolleyball/competitions/beach-volleyball-world-championships-tlaxcala-2023/schedule/407449/ |
| 7 oktober 2023 14:30 | (21–13, 14–21, 15–13) |     |                        | Plazas de Toros Huamantla Domare: Carlos Rivera (PUR), Robert Leko (SRB) Rapport: https://en.volleyballworld.com/beachvolleyball/competitions/beach-volleyball-world-championships-tlaxcala-2023/schedule/407449/ |

| 7 oktober 2023 15:30 | Nuss – Kloth   | 2–0 | Akiko – Yurika | Plazas de Toros Huamantla Domare: Juan Saavedra (COL), José Maria Padron (ESP) Rapport: https://en.volleyballworld.com/beachvolleyball/competitions/beach-volleyball-world-championships-tlaxcala-2023/schedule/407448/ |
| 7 oktober 2023 15:30 | (21–15, 21–15) |     |                | Plazas de Toros Huamantla Domare: Juan Saavedra (COL), José Maria Padron (ESP) Rapport: https://en.volleyballworld.com/beachvolleyball/competitions/beach-volleyball-world-championships-tlaxcala-2023/schedule/407448/ |

| 8 oktober 2023 16:30 | Nuss – Kloth   | 2–0 | Paulikienė – Raupelyté | Plazas de Toros Huamantla Domare: Robert Leko (SRB), José María Padrón (ESP) Rapport: https://en.volleyballworld.com/beachvolleyball/competitions/beach-volleyball-world-championships-tlaxcala-2023/schedule/407472/ |
| 8 oktober 2023 16:30 | (21–19, 21–15) |     |                        | Plazas de Toros Huamantla Domare: Robert Leko (SRB), José María Padrón (ESP) Rapport: https://en.volleyballworld.com/beachvolleyball/competitions/beach-volleyball-world-championships-tlaxcala-2023/schedule/407472/ |

| 8 oktober 2023 19:00 | Andressa – Vitória | 2–0 | Akiko – Yurika | Plazas de Toros Huamantla Domare: Giovanni Bake (RSA), Carlos Rivera (PUR) Rapport: https://en.volleyballworld.com/beachvolleyball/competitions/beach-volleyball-world-championships-tlaxcala-2023/schedule/407473/ |
| 8 oktober 2023 19:00 | (21–9, 28–26)      |     |                | Plazas de Toros Huamantla Domare: Giovanni Bake (RSA), Carlos Rivera (PUR) Rapport: https://en.volleyballworld.com/beachvolleyball/competitions/beach-volleyball-world-championships-tlaxcala-2023/schedule/407473/ |

| 9 oktober 2023 14:30 | Nuss – Kloth   | 2–0 | Andressa – Vitória | Plazas de Toros Huamantla Domare: Robert Leko (SRB), Carlos Rivera (PUR) Rapport: https://en.volleyballworld.com/beachvolleyball/competitions/beach-volleyball-world-championships-tlaxcala-2023/schedule/407496/ |
| 9 oktober 2023 14:30 | (21–13, 21–14) |     |                    | Plazas de Toros Huamantla Domare: Robert Leko (SRB), Carlos Rivera (PUR) Rapport: https://en.volleyballworld.com/beachvolleyball/competitions/beach-volleyball-world-championships-tlaxcala-2023/schedule/407496/ |

| 9 oktober 2023 15:30 | Paulikienė – Raupelyté | 2–0 | Akiko – Yurika | Plazas de Toros Huamantla Domare: Giovanni Bake (RSA), Suzanne Lowry (USA) Rapport: https://en.volleyballworld.com/beachvolleyball/competitions/beach-volleyball-world-championships-tlaxcala-2023/schedule/407497/ |
| 9 oktober 2023 15:30 | (21–18, 23–21)         |     |                | Plazas de Toros Huamantla Domare: Giovanni Bake (RSA), Suzanne Lowry (USA) Rapport: https://en.volleyballworld.com/beachvolleyball/competitions/beach-volleyball-world-championships-tlaxcala-2023/schedule/407497/ |

### Grupp C
| Pos | Lag                     | M | V | F | P | SV | SF | SK    | BV  | BF  | BK    | Kvalificering   |
| --- | ----------------------- | - | - | - | - | -- | -- | ----- | --- | --- | ----- | --------------- |
| 1   | Hughes – Cheng          | 3 | 2 | 1 | 5 | 4  | 2  | 2,000 | 121 | 88  | 1,375 | Sextondelsfinal |
| 2   | Ágatha – Rebecca        | 3 | 2 | 1 | 5 | 5  | 2  | 2,500 | 138 | 111 | 1,243 | Sextondelsfinal |
| 3   | Ittlinger – Borger      | 3 | 2 | 1 | 5 | 4  | 3  | 1,333 | 125 | 112 | 1,116 | Sextondelsfinal |
| 4   | Albarran – Vidaurrazaga | 3 | 0 | 3 | 3 | 0  | 6  | 0,000 | 53  | 126 | 0,421 |                 |

| 6 oktober 2023 16:30 | Ágatha – Rebecca      | 1–2 | Ittlinger – Borger | Plazas de Toros Apizaco Domare: Vincent Roche (FRA), Charalampos Papadogoulas (GRE) Rapport: https://en.volleyballworld.com/beachvolleyball/competitions/beach-volleyball-world-championships-tlaxcala-2023/schedule/407451/ |
| 6 oktober 2023 16:30 | (18–21, 21–18, 12–15) |     |                    | Plazas de Toros Apizaco Domare: Vincent Roche (FRA), Charalampos Papadogoulas (GRE) Rapport: https://en.volleyballworld.com/beachvolleyball/competitions/beach-volleyball-world-championships-tlaxcala-2023/schedule/407451/ |

| 6 oktober 2023 19:00 | Hughes – Cheng | 2–0 | Albarran – Vidaurrazaga | Plazas de Toros Apizaco Domare: Agnieszka Myszkowska (POL), Rui Jorge Carvalho (POR) Rapport: https://en.volleyballworld.com/beachvolleyball/competitions/beach-volleyball-world-championships-tlaxcala-2023/schedule/407450/ |
| 6 oktober 2023 19:00 | (21–4, 21–10)  |     |                         | Plazas de Toros Apizaco Domare: Agnieszka Myszkowska (POL), Rui Jorge Carvalho (POR) Rapport: https://en.volleyballworld.com/beachvolleyball/competitions/beach-volleyball-world-championships-tlaxcala-2023/schedule/407450/ |

| 7 oktober 2023 19:00 | Hughes – Cheng | 2–0 | Ittlinger – Borger | Plazas de Toros Apizaco Domare: Rui Jorge Carvalho (POR), Vincent Roche (FRA) Rapport: https://en.volleyballworld.com/beachvolleyball/competitions/beach-volleyball-world-championships-tlaxcala-2023/schedule/407474/ |
| 7 oktober 2023 19:00 | (21–17, 21–12) |     |                    | Plazas de Toros Apizaco Domare: Rui Jorge Carvalho (POR), Vincent Roche (FRA) Rapport: https://en.volleyballworld.com/beachvolleyball/competitions/beach-volleyball-world-championships-tlaxcala-2023/schedule/407474/ |

| 7 oktober 2023 20:00 | Ágatha – Rebecca | 2–0 | Albarran – Vidaurrazaga | Plazas de Toros Apizaco Domare: Agnieszka Myszkowska (POL), Brigham Beatie (USA) Rapport: https://en.volleyballworld.com/beachvolleyball/competitions/beach-volleyball-world-championships-tlaxcala-2023/schedule/407475/ |
| 7 oktober 2023 20:00 | (21–6, 21–14)    |     |                         | Plazas de Toros Apizaco Domare: Agnieszka Myszkowska (POL), Brigham Beatie (USA) Rapport: https://en.volleyballworld.com/beachvolleyball/competitions/beach-volleyball-world-championships-tlaxcala-2023/schedule/407475/ |

| 9 oktober 2023 19:00 | Ittlinger – Borger | 2–0 | Albarran – Vidaurrazaga | Plazas de Toros Apizaco Domare: Agnieszka Myszkowska (POL), Vincent Roche (FRA) Rapport: https://en.volleyballworld.com/beachvolleyball/competitions/beach-volleyball-world-championships-tlaxcala-2023/schedule/407499/ |
| 9 oktober 2023 19:00 | (21–12, 21–17)     |     |                         | Plazas de Toros Apizaco Domare: Agnieszka Myszkowska (POL), Vincent Roche (FRA) Rapport: https://en.volleyballworld.com/beachvolleyball/competitions/beach-volleyball-world-championships-tlaxcala-2023/schedule/407499/ |

| 9 oktober 2023 21:00 | Hughes – Cheng | 0–2 | Ágatha – Rebecca | Plazas de Toros Apizaco Domare: Davide Crescentini (ITA), Charalampos Papadogoulas (GRE) Rapport: https://en.volleyballworld.com/beachvolleyball/competitions/beach-volleyball-world-championships-tlaxcala-2023/schedule/407498/ |
| 9 oktober 2023 21:00 | (15–21, 22–24) |     |                  | Plazas de Toros Apizaco Domare: Davide Crescentini (ITA), Charalampos Papadogoulas (GRE) Rapport: https://en.volleyballworld.com/beachvolleyball/competitions/beach-volleyball-world-championships-tlaxcala-2023/schedule/407498/ |

### Grupp D
| Pos | Lag                    | M | V | F | P | SV | SF | SK    | BV  | BF  | BK    | Kvalificering    |
| --- | ---------------------- | - | - | - | - | -- | -- | ----- | --- | --- | ----- | ---------------- |
| 1   | Melissa – Brandie      | 3 | 3 | 0 | 6 | 6  | 0  | MAX   | 129 | 82  | 1,573 | Sextondelsfinal  |
| 2   | Hermannová – Štochlová | 3 | 2 | 1 | 5 | 4  | 3  | 1,333 | 134 | 114 | 1,175 | Sextondelsfinal  |
| 3   | Erika – Michelle       | 3 | 1 | 2 | 4 | 3  | 4  | 0,750 | 115 | 131 | 0,878 | Lucky loser-möte |
| 4   | Yakki – Mahassine      | 3 | 0 | 3 | 3 | 0  | 6  | 0,000 | 79  | 130 | 0,608 |                  |

| 7 oktober 2023 10:00 | Hermannová – Štochlová | 2–1 | Erika – Michelle | Plazas de Toros Apizaco Domare: Rui Carvalho (POR), Vincent Roche (FRA) Rapport: https://en.volleyballworld.com/beachvolleyball/competitions/beach-volleyball-world-championships-tlaxcala-2023/schedule/407453/ |
| 7 oktober 2023 10:00 | (21–14, 17–21, 15–10)  |     |                  | Plazas de Toros Apizaco Domare: Rui Carvalho (POR), Vincent Roche (FRA) Rapport: https://en.volleyballworld.com/beachvolleyball/competitions/beach-volleyball-world-championships-tlaxcala-2023/schedule/407453/ |

| 7 oktober 2023 16:30 | Melissa – Brandie | 2–0 | Yakki – Mahassine | Plazas de Toros Apizaco Domare: Charalampos Papadogoulas (GRE), Davide Crescentini (ITA) Rapport: https://en.volleyballworld.com/beachvolleyball/competitions/beach-volleyball-world-championships-tlaxcala-2023/schedule/407452/ |
| 7 oktober 2023 16:30 | (21–9, 21–10)     |     |                   | Plazas de Toros Apizaco Domare: Charalampos Papadogoulas (GRE), Davide Crescentini (ITA) Rapport: https://en.volleyballworld.com/beachvolleyball/competitions/beach-volleyball-world-championships-tlaxcala-2023/schedule/407452/ |

| 8 oktober 2023 10:00 | Hermannová – Štochlová | 2–0 | Yakki – Mahassine | Plazas de Toros Apizaco Domare: Agnieszka Myszkowska (POL), Rui Carvalho (POR) Rapport: https://en.volleyballworld.com/beachvolleyball/competitions/beach-volleyball-world-championships-tlaxcala-2023/schedule/407477/ |
| 8 oktober 2023 10:00 | (21–14, 21–10)         |     |                   | Plazas de Toros Apizaco Domare: Agnieszka Myszkowska (POL), Rui Carvalho (POR) Rapport: https://en.volleyballworld.com/beachvolleyball/competitions/beach-volleyball-world-championships-tlaxcala-2023/schedule/407477/ |

| 8 oktober 2023 19:00 | Melissa – Brandie | 2–0 | Erika – Michelle | Plazas de Toros Apizaco Domare: Agnieszka Myszkowska (POL), Rui Carvalho (POR) Rapport: https://en.volleyballworld.com/beachvolleyball/competitions/beach-volleyball-world-championships-tlaxcala-2023/schedule/407476/ |
| 8 oktober 2023 19:00 | (21–14, 21–10)    |     |                  | Plazas de Toros Apizaco Domare: Agnieszka Myszkowska (POL), Rui Carvalho (POR) Rapport: https://en.volleyballworld.com/beachvolleyball/competitions/beach-volleyball-world-championships-tlaxcala-2023/schedule/407476/ |

| 9 oktober 2023 14:30 | Melissa – Brandie | 2–0 | Hermannová – Štochlová | Plazas de Toros Apizaco Domare: Vincent Roche (FRA), Agnieszka Myszkowska (POL) Rapport: https://en.volleyballworld.com/beachvolleyball/competitions/beach-volleyball-world-championships-tlaxcala-2023/schedule/407500/ |
| 9 oktober 2023 14:30 | (21–17, 24–22)    |     |                        | Plazas de Toros Apizaco Domare: Vincent Roche (FRA), Agnieszka Myszkowska (POL) Rapport: https://en.volleyballworld.com/beachvolleyball/competitions/beach-volleyball-world-championships-tlaxcala-2023/schedule/407500/ |

| 9 oktober 2023 15:30 | Erika – Michelle | 2–0 | Yakki – Mahassine | Plazas de Toros Apizaco Domare: Rui Carvalho (POR), Vincent Roche (FRA) Rapport: https://en.volleyballworld.com/beachvolleyball/competitions/beach-volleyball-world-championships-tlaxcala-2023/schedule/407501/ |
| 9 oktober 2023 15:30 | (25–21, 21–13)   |     |                   | Plazas de Toros Apizaco Domare: Rui Carvalho (POR), Vincent Roche (FRA) Rapport: https://en.volleyballworld.com/beachvolleyball/competitions/beach-volleyball-world-championships-tlaxcala-2023/schedule/407501/ |

### Grupp E
| Pos | Lag                      | M | V | F | P | SV | SF | SK    | BV  | BF  | BK    | Kvalificering   |
| --- | ------------------------ | - | - | - | - | -- | -- | ----- | --- | --- | ----- | --------------- |
| 1   | Mariafe – Clancy         | 3 | 3 | 0 | 6 | 6  | 1  | 6,000 | 137 | 106 | 1,292 | Sextondelsfinal |
| 2   | Liliana – Paula          | 3 | 2 | 1 | 5 | 5  | 3  | 1,667 | 143 | 132 | 1,083 | Sextondelsfinal |
| 3   | Gruszczyńska – Wachowicz | 3 | 1 | 2 | 4 | 3  | 4  | 0,750 | 132 | 127 | 1,039 | Sextondelsfinal |
| 4   | Almánzar – Payano        | 3 | 0 | 3 | 3 | 0  | 6  | 0,000 | 79  | 126 | 0,627 |                 |

| 7 oktober 2023 09:00 | Gruszczyńska – Wachowicz | 1–2 | Liliana – Paula | Plazas de Toros Apizaco Domare: Charalampos Papadogoulas (GRE), Davide Crescentini (ITA) Rapport: https://en.volleyballworld.com/beachvolleyball/competitions/beach-volleyball-world-championships-tlaxcala-2023/schedule/407455/ |
| 7 oktober 2023 09:00 | (25–27, 21–15, 10–15)    |     |                 | Plazas de Toros Apizaco Domare: Charalampos Papadogoulas (GRE), Davide Crescentini (ITA) Rapport: https://en.volleyballworld.com/beachvolleyball/competitions/beach-volleyball-world-championships-tlaxcala-2023/schedule/407455/ |

| 7 oktober 2023 15:30 | Mariafe – Clancy | 2–0 | Almánzar – Payano | Plazas de Toros Apizaco Domare: Brigham Beatie (USA), Agnieszka Myszkowska (POL) Rapport: https://en.volleyballworld.com/beachvolleyball/competitions/beach-volleyball-world-championships-tlaxcala-2023/schedule/407454/ |
| 7 oktober 2023 15:30 | (21–16, 21–12)   |     |                   | Plazas de Toros Apizaco Domare: Brigham Beatie (USA), Agnieszka Myszkowska (POL) Rapport: https://en.volleyballworld.com/beachvolleyball/competitions/beach-volleyball-world-championships-tlaxcala-2023/schedule/407454/ |

| 8 oktober 2023 09:00 | Gruszczyńska – Wachowicz | 2–0 | Almánzar – Payano | Plazas de Toros Apizaco Domare: Brigham Beatie (USA), Charalampos Papadogoulas (GRE) Rapport: https://en.volleyballworld.com/beachvolleyball/competitions/beach-volleyball-world-championships-tlaxcala-2023/schedule/407479/ |
| 8 oktober 2023 09:00 | (21–15, 21–13)           |     |                   | Plazas de Toros Apizaco Domare: Brigham Beatie (USA), Charalampos Papadogoulas (GRE) Rapport: https://en.volleyballworld.com/beachvolleyball/competitions/beach-volleyball-world-championships-tlaxcala-2023/schedule/407479/ |

| 8 oktober 2023 15:30 | Mariafe – Clancy     | 2–1 | Liliana – Paula | Plazas de Toros Apizaco Domare: Davide Crescentini (ITA), Vincent Roche (FRA) Rapport: https://en.volleyballworld.com/beachvolleyball/competitions/beach-volleyball-world-championships-tlaxcala-2023/schedule/407478/ |
| 8 oktober 2023 15:30 | (17–21, 21–17, 15–6) |     |                 | Plazas de Toros Apizaco Domare: Davide Crescentini (ITA), Vincent Roche (FRA) Rapport: https://en.volleyballworld.com/beachvolleyball/competitions/beach-volleyball-world-championships-tlaxcala-2023/schedule/407478/ |

| 9 oktober 2023 09:00 | Mariafe – Clancy | 2–0 | Gruszczyńska – Wachowicz | Plazas de Toros Apizaco Domare: Charalampos Papadogoulas (GRE), Davide Crescentini (ITA) Rapport: https://en.volleyballworld.com/beachvolleyball/competitions/beach-volleyball-world-championships-tlaxcala-2023/schedule/407502/ |
| 9 oktober 2023 09:00 | (21–18, 21–16)   |     |                          | Plazas de Toros Apizaco Domare: Charalampos Papadogoulas (GRE), Davide Crescentini (ITA) Rapport: https://en.volleyballworld.com/beachvolleyball/competitions/beach-volleyball-world-championships-tlaxcala-2023/schedule/407502/ |

| 9 oktober 2023 10:00 | Liliana – Paula | 2–0 | Almánzar – Payano | Plazas de Toros Apizaco Domare: Agnieszka Myszkowska (POL), Vincent Roche (FRA) Rapport: https://en.volleyballworld.com/beachvolleyball/competitions/beach-volleyball-world-championships-tlaxcala-2023/schedule/407503/ |
| 9 oktober 2023 10:00 | (21–9, 21–14)   |     |                   | Plazas de Toros Apizaco Domare: Agnieszka Myszkowska (POL), Vincent Roche (FRA) Rapport: https://en.volleyballworld.com/beachvolleyball/competitions/beach-volleyball-world-championships-tlaxcala-2023/schedule/407503/ |

### Grupp F
| Pos | Lag                 | M | V | F | P | SV | SF | SK    | BV  | BF  | BK    | Kvalificering    |
| --- | ------------------- | - | - | - | - | -- | -- | ----- | --- | --- | ----- | ---------------- |
| 1   | Carol – Bárbara     | 3 | 3 | 0 | 6 | 6  | 1  | 6,000 | 145 | 118 | 1,229 | Sextondelsfinal  |
| 2   | Ludwig – Lippmann   | 3 | 2 | 1 | 5 | 4  | 2  | 2,000 | 119 | 88  | 1,352 | Sextondelsfinal  |
| 3   | Ishii – Mizoe       | 3 | 1 | 2 | 4 | 2  | 4  | 0,500 | 92  | 120 | 0,767 | Lucky loser-möte |
| 4   | Bianchin – Scampoli | 3 | 0 | 3 | 3 | 1  | 6  | 0,167 | 115 | 145 | 0,793 |                  |

| 6 oktober 2023 16:30 | Carol – Bárbara      | 2–1 | Bianchin – Scampoli | Plaza de la Constitución Tlaxcala Domare: Wang Lijun (CHN), Mariko Satomi (JPN) Rapport: https://en.volleyballworld.com/beachvolleyball/competitions/beach-volleyball-world-championships-tlaxcala-2023/schedule/407456/ |
| 6 oktober 2023 16:30 | (23–21, 23–25, 15–9) |     |                     | Plaza de la Constitución Tlaxcala Domare: Wang Lijun (CHN), Mariko Satomi (JPN) Rapport: https://en.volleyballworld.com/beachvolleyball/competitions/beach-volleyball-world-championships-tlaxcala-2023/schedule/407456/ |

| 6 oktober 2023 16:30 | Ludwig – Lippmann | 2–0 | Ishii – Mizoe | Plazas de Toros Tlaxcala Domare: Osvaldo Sumavil (ARG), Jean Mukundiyukuri (RWA) Rapport: https://en.volleyballworld.com/beachvolleyball/competitions/beach-volleyball-world-championships-tlaxcala-2023/schedule/407457/ |
| 6 oktober 2023 16:30 | (21–12, 21–10)    |     |               | Plazas de Toros Tlaxcala Domare: Osvaldo Sumavil (ARG), Jean Mukundiyukuri (RWA) Rapport: https://en.volleyballworld.com/beachvolleyball/competitions/beach-volleyball-world-championships-tlaxcala-2023/schedule/407457/ |

| 7 oktober 2023 19:00 | Carol – Bárbara | 2–0 | Ishii – Mizoe | Plazas de Toros Tlaxcala Domare: Sylvain Druart (FRA), Marlene Hernández (MEX) Rapport: https://en.volleyballworld.com/beachvolleyball/competitions/beach-volleyball-world-championships-tlaxcala-2023/schedule/407480/ |
| 7 oktober 2023 19:00 | (21–19, 21–9)   |     |               | Plazas de Toros Tlaxcala Domare: Sylvain Druart (FRA), Marlene Hernández (MEX) Rapport: https://en.volleyballworld.com/beachvolleyball/competitions/beach-volleyball-world-championships-tlaxcala-2023/schedule/407480/ |

| 7 oktober 2023 19:00 | Ludwig – Lippmann | 2–0 | Bianchin – Scampoli | Plaza de la Constitución Tlaxcala Domare: Jean Mukundiyukuri (RWA), Brian Hiebert (CAN) Rapport: https://en.volleyballworld.com/beachvolleyball/competitions/beach-volleyball-world-championships-tlaxcala-2023/schedule/407481/ |
| 7 oktober 2023 19:00 | (21–12, 21–12)    |     |                     | Plaza de la Constitución Tlaxcala Domare: Jean Mukundiyukuri (RWA), Brian Hiebert (CAN) Rapport: https://en.volleyballworld.com/beachvolleyball/competitions/beach-volleyball-world-championships-tlaxcala-2023/schedule/407481/ |

| 9 oktober 2023 11:00 | Carol – Bárbara | 2–0 | Ludwig – Lippmann | Plazas de Toros Tlaxcala Domare: Milán Vachutka (CZE), Sylvain Druart (FRA) Rapport: https://en.volleyballworld.com/beachvolleyball/competitions/beach-volleyball-world-championships-tlaxcala-2023/schedule/407504/ |
| 9 oktober 2023 11:00 | (21–19, 21–16)  |     |                   | Plazas de Toros Tlaxcala Domare: Milán Vachutka (CZE), Sylvain Druart (FRA) Rapport: https://en.volleyballworld.com/beachvolleyball/competitions/beach-volleyball-world-championships-tlaxcala-2023/schedule/407504/ |

| 9 oktober 2023 11:00 | Ishii – Mizoe  | 2–0 | Bianchin – Scampoli | Plaza de la Constitución Tlaxcala Domare: Giseli Amantino (BRA), Brian Hiebert (CAN) Rapport: https://en.volleyballworld.com/beachvolleyball/competitions/beach-volleyball-world-championships-tlaxcala-2023/schedule/407505/ |
| 9 oktober 2023 11:00 | (21–18, 21–18) |     |                     | Plaza de la Constitución Tlaxcala Domare: Giseli Amantino (BRA), Brian Hiebert (CAN) Rapport: https://en.volleyballworld.com/beachvolleyball/competitions/beach-volleyball-world-championships-tlaxcala-2023/schedule/407505/ |

### Grupp G
| Pos | Lag                 | M | V | F | P | SV | SF | SK    | BV  | BF  | BK    | Kvalificering    |
| --- | ------------------- | - | - | - | - | -- | -- | ----- | --- | --- | ----- | ---------------- |
| 1   | Hüberli – Betschart | 3 | 3 | 0 | 6 | 6  | 1  | 6,000 | 144 | 121 | 1,190 | Sextondelsfinal  |
| 2   | Tīna – Anastasija   | 3 | 2 | 1 | 5 | 5  | 2  | 2,500 | 142 | 116 | 1,224 | Sextondelsfinal  |
| 3   | Ariana – Karelys    | 3 | 1 | 2 | 4 | 2  | 4  | 0,500 | 97  | 119 | 0,815 | Lucky loser-möte |
| 4   | Gallay – Pereyra    | 3 | 0 | 3 | 3 | 0  | 6  | 0,000 | 99  | 126 | 0,786 |                  |

| 7 oktober 2023 09:00 | Hüberli – Betschart | 2–0 | Ariana – Karelys | Plazas de Toros Tlaxcala Domare: Marlene Hernández (MEX), Nina Hobi (AUT) Rapport: https://en.volleyballworld.com/beachvolleyball/competitions/beach-volleyball-world-championships-tlaxcala-2023/schedule/407458/ |
| 7 oktober 2023 09:00 | (21–19, 21–11)      |     |                  | Plazas de Toros Tlaxcala Domare: Marlene Hernández (MEX), Nina Hobi (AUT) Rapport: https://en.volleyballworld.com/beachvolleyball/competitions/beach-volleyball-world-championships-tlaxcala-2023/schedule/407458/ |

| 7 oktober 2023 09:00 | Tīna – Anastasija | 2–0 | Gallay – Pereyra | Plaza de la Constitución Tlaxcala Domare: Brian Hiebert (CAN), Jean Mukundiyukuri (RWA) Rapport: https://en.volleyballworld.com/beachvolleyball/competitions/beach-volleyball-world-championships-tlaxcala-2023/schedule/407459/ |
| 7 oktober 2023 09:00 | (21–17, 21–14)    |     |                  | Plaza de la Constitución Tlaxcala Domare: Brian Hiebert (CAN), Jean Mukundiyukuri (RWA) Rapport: https://en.volleyballworld.com/beachvolleyball/competitions/beach-volleyball-world-championships-tlaxcala-2023/schedule/407459/ |

| 8 oktober 2023 11:00 | Hüberli – Betschart | 2–0 | Gallay – Pereyra | Plazas de Toros Tlaxcala Domare: Lisandro dos Santos (BRA), Mariko Satomi (JPN) Rapport: https://en.volleyballworld.com/beachvolleyball/competitions/beach-volleyball-world-championships-tlaxcala-2023/schedule/407482/ |
| 8 oktober 2023 11:00 | (21–18, 21–15)      |     |                  | Plazas de Toros Tlaxcala Domare: Lisandro dos Santos (BRA), Mariko Satomi (JPN) Rapport: https://en.volleyballworld.com/beachvolleyball/competitions/beach-volleyball-world-championships-tlaxcala-2023/schedule/407482/ |

| 8 oktober 2023 11:00 | Tīna – Anastasija | 2–0 | Ariana – Karelys | Plaza de la Constitución Tlaxcala Domare: Sylvain Druart (FRA), Emanuel Batani (MEX) Rapport: https://en.volleyballworld.com/beachvolleyball/competitions/beach-volleyball-world-championships-tlaxcala-2023/schedule/407483/ |
| 8 oktober 2023 11:00 | (21–11, 21–14)    |     |                  | Plaza de la Constitución Tlaxcala Domare: Sylvain Druart (FRA), Emanuel Batani (MEX) Rapport: https://en.volleyballworld.com/beachvolleyball/competitions/beach-volleyball-world-championships-tlaxcala-2023/schedule/407483/ |

| 9 oktober 2023 12:00 | Hüberli – Betschart   | 2–1 | Tīna – Anastasija | Plazas de Toros Tlaxcala Domare: Marlene Hernández (MEX), Wang Lijun (CHN) Rapport: https://en.volleyballworld.com/beachvolleyball/competitions/beach-volleyball-world-championships-tlaxcala-2023/schedule/407506/ |
| 9 oktober 2023 12:00 | (21–19, 23–25, 16–14) |     |                   | Plazas de Toros Tlaxcala Domare: Marlene Hernández (MEX), Wang Lijun (CHN) Rapport: https://en.volleyballworld.com/beachvolleyball/competitions/beach-volleyball-world-championships-tlaxcala-2023/schedule/407506/ |

| 9 oktober 2023 12:00 | Gallay – Pereyra | 0–2 | Ariana – Karelys | Plaza de la Constitución Tlaxcala Domare: Mariko Satomi (JPN), Jean Mukundiyukuri (RWA) Rapport: https://en.volleyballworld.com/beachvolleyball/competitions/beach-volleyball-world-championships-tlaxcala-2023/schedule/407507/ |
| 9 oktober 2023 12:00 | (19–21, 16–21)   |     |                  | Plaza de la Constitución Tlaxcala Domare: Mariko Satomi (JPN), Jean Mukundiyukuri (RWA) Rapport: https://en.volleyballworld.com/beachvolleyball/competitions/beach-volleyball-world-championships-tlaxcala-2023/schedule/407507/ |

### Grupp H
| Pos | Lag              | M | V | F | P | SV | SF | SK    | BV  | BF  | BK    | Kvalificering    |
| --- | ---------------- | - | - | - | - | -- | -- | ----- | --- | --- | ----- | ---------------- |
| 1   | Stam – Schoon    | 3 | 2 | 1 | 5 | 4  | 3  | 1,333 | 133 | 114 | 1,167 | Sextondelsfinal  |
| 2   | Esmée – Zoé      | 3 | 2 | 1 | 5 | 5  | 2  | 2,500 | 138 | 122 | 1,131 | Sextondelsfinal  |
| 3   | Pavan – McBain   | 3 | 1 | 2 | 4 | 3  | 4  | 0,750 | 119 | 126 | 0,944 | Lucky loser-möte |
| 4   | Navas – González | 3 | 1 | 2 | 4 | 2  | 5  | 0,400 | 110 | 138 | 0,797 |                  |

| 7 oktober 2023 10:00 | Stam – Schoon  | 2–0 | Navas – González | Plazas de Toros Tlaxcala Domare: Lisandro dos Santos (BRA), Milán Vachutka (CZE) Rapport: https://en.volleyballworld.com/beachvolleyball/competitions/beach-volleyball-world-championships-tlaxcala-2023/schedule/407460/ |
| 7 oktober 2023 10:00 | (21–11, 21–18) |     |                  | Plazas de Toros Tlaxcala Domare: Lisandro dos Santos (BRA), Milán Vachutka (CZE) Rapport: https://en.volleyballworld.com/beachvolleyball/competitions/beach-volleyball-world-championships-tlaxcala-2023/schedule/407460/ |

| 7 oktober 2023 10:00 | Esmée – Zoé    | 2–0 | Pavan – McBain | Plaza de la Constitución Tlaxcala Domare: Mariko Satomi (JPN), Giseli Amantino (BRA) Rapport: https://en.volleyballworld.com/beachvolleyball/competitions/beach-volleyball-world-championships-tlaxcala-2023/schedule/407461/ |
| 7 oktober 2023 10:00 | (21–19, 21–15) |     |                | Plaza de la Constitución Tlaxcala Domare: Mariko Satomi (JPN), Giseli Amantino (BRA) Rapport: https://en.volleyballworld.com/beachvolleyball/competitions/beach-volleyball-world-championships-tlaxcala-2023/schedule/407461/ |

| 8 oktober 2023 12:00 | Stam – Schoon        | 2–1 | Pavan – McBain | Plazas de Toros Tlaxcala Domare: Wang Lijun (CHN), Giseli Amantino (BRA) Rapport: https://en.volleyballworld.com/beachvolleyball/competitions/beach-volleyball-world-championships-tlaxcala-2023/schedule/407484/ |
| 8 oktober 2023 12:00 | (21–15, 17–21, 15–7) |     |                | Plazas de Toros Tlaxcala Domare: Wang Lijun (CHN), Giseli Amantino (BRA) Rapport: https://en.volleyballworld.com/beachvolleyball/competitions/beach-volleyball-world-championships-tlaxcala-2023/schedule/407484/ |

| 8 oktober 2023 12:00 | Esmée – Zoé           | 1–2 | Navas – González | Plaza de la Constitución Tlaxcala Domare: Milán Vachutka (CZE), Nina Hobi (AUT) Rapport: https://en.volleyballworld.com/beachvolleyball/competitions/beach-volleyball-world-championships-tlaxcala-2023/schedule/407485/ |
| 8 oktober 2023 12:00 | (21–13, 20–22, 13–15) |     |                  | Plaza de la Constitución Tlaxcala Domare: Milán Vachutka (CZE), Nina Hobi (AUT) Rapport: https://en.volleyballworld.com/beachvolleyball/competitions/beach-volleyball-world-championships-tlaxcala-2023/schedule/407485/ |

| 9 oktober 2023 14:30 | Stam – Schoon  | 0–2 | Esmée – Zoé | Plazas de Toros Tlaxcala Domare: Osvaldo Sumavil (ARG), Emanuel Batani (MEX) Rapport: https://en.volleyballworld.com/beachvolleyball/competitions/beach-volleyball-world-championships-tlaxcala-2023/schedule/407508/ |
| 9 oktober 2023 14:30 | (19–21, 19–21) |     |             | Plazas de Toros Tlaxcala Domare: Osvaldo Sumavil (ARG), Emanuel Batani (MEX) Rapport: https://en.volleyballworld.com/beachvolleyball/competitions/beach-volleyball-world-championships-tlaxcala-2023/schedule/407508/ |

| 9 oktober 2023 14:30 | Pavan – McBain | 2–0 | Navas – González | Plaza de la Constitución Tlaxcala Domare: Sylvain Druart (FRA), Nina Hobi (AUT) Rapport: https://en.volleyballworld.com/beachvolleyball/competitions/beach-volleyball-world-championships-tlaxcala-2023/schedule/407509/ |
| 9 oktober 2023 14:30 | (21–19, 21–12) |     |                  | Plaza de la Constitución Tlaxcala Domare: Sylvain Druart (FRA), Nina Hobi (AUT) Rapport: https://en.volleyballworld.com/beachvolleyball/competitions/beach-volleyball-world-championships-tlaxcala-2023/schedule/407509/ |

### Grupp I
| Pos | Lag              | M | V | F | P | SV | SF | SK    | BV  | BF  | BK    | Kvalificering   |
| --- | ---------------- | - | - | - | - | -- | -- | ----- | --- | --- | ----- | --------------- |
| 1   | Cannon – Kraft   | 3 | 2 | 1 | 5 | 4  | 2  | 2,000 | 127 | 114 | 1,114 | Sextondelsfinal |
| 2   | Xue – Xia        | 3 | 2 | 1 | 5 | 4  | 2  | 2,000 | 94  | 75  | 1,253 | Sextondelsfinal |
| 3   | Álvarez – Moreno | 3 | 2 | 1 | 5 | 4  | 2  | 2,000 | 102 | 114 | 0,895 | Sextondelsfinal |
| 4   | Torres – Rivera  | 3 | 0 | 3 | 3 | 0  | 6  | 0,000 | 83  | 127 | 0,654 |                 |

| 6 oktober 2023 16:30 | Cannon – Kraft | 0–2 | Álvarez – Moreno | Plazas de Toros Huamantla Domare: Juan Saavedra (COL), Carlos Rivera (PUR) Rapport: https://en.volleyballworld.com/beachvolleyball/competitions/beach-volleyball-world-championships-tlaxcala-2023/schedule/407463/ |
| 6 oktober 2023 16:30 | (26–28, 15–21) |     |                  | Plazas de Toros Huamantla Domare: Juan Saavedra (COL), Carlos Rivera (PUR) Rapport: https://en.volleyballworld.com/beachvolleyball/competitions/beach-volleyball-world-championships-tlaxcala-2023/schedule/407463/ |

| 6 oktober 2023 19:00 | Xue – Xia     | 2–0 | Torres – Rivera | Plazas de Toros Huamantla Domare: José María Padrón (ESP), Giovanni Bake (RSA) Rapport: https://en.volleyballworld.com/beachvolleyball/competitions/beach-volleyball-world-championships-tlaxcala-2023/schedule/407462/ |
| 6 oktober 2023 19:00 | (21–12, 21–9) |     |                 | Plazas de Toros Huamantla Domare: José María Padrón (ESP), Giovanni Bake (RSA) Rapport: https://en.volleyballworld.com/beachvolleyball/competitions/beach-volleyball-world-championships-tlaxcala-2023/schedule/407462/ |

| 7 oktober 2023 20:00 | Cannon – Kraft | 2–0 | Torres – Rivera | Plazas de Toros Huamantla Domare: José María Padrón (ESP), Juan Saavedra (COL) Rapport: https://en.volleyballworld.com/beachvolleyball/competitions/beach-volleyball-world-championships-tlaxcala-2023/schedule/407487/ |
| 7 oktober 2023 20:00 | (21–11, 22–20) |     |                 | Plazas de Toros Huamantla Domare: José María Padrón (ESP), Juan Saavedra (COL) Rapport: https://en.volleyballworld.com/beachvolleyball/competitions/beach-volleyball-world-championships-tlaxcala-2023/schedule/407487/ |

| 7 oktober 2023 21:00 | Xue – Xia     | 2–0 | Álvarez – Moreno | Plazas de Toros Huamantla Domare: Giovanni Bake (RSA), Suzanne Lowry (USA) Rapport: https://en.volleyballworld.com/beachvolleyball/competitions/beach-volleyball-world-championships-tlaxcala-2023/schedule/407486/ |
| 7 oktober 2023 21:00 | (21–11, 21–0) |     |                  | Plazas de Toros Huamantla Domare: Giovanni Bake (RSA), Suzanne Lowry (USA) Rapport: https://en.volleyballworld.com/beachvolleyball/competitions/beach-volleyball-world-championships-tlaxcala-2023/schedule/407486/ |

| 9 oktober 2023 19:00 | Álvarez – Moreno | 2–0 | Torres – Rivera | Plazas de Toros Huamantla Domare: Carlos Rivera (PUR), Robert Leko (SRB) Rapport: https://en.volleyballworld.com/beachvolleyball/competitions/beach-volleyball-world-championships-tlaxcala-2023/schedule/407511/ |
| 9 oktober 2023 19:00 | (21–16, 21–15)   |     |                 | Plazas de Toros Huamantla Domare: Carlos Rivera (PUR), Robert Leko (SRB) Rapport: https://en.volleyballworld.com/beachvolleyball/competitions/beach-volleyball-world-championships-tlaxcala-2023/schedule/407511/ |

| 9 oktober 2023 21:00 | Xue – Xia      | 0–2 | Cannon – Kraft | Plazas de Toros Huamantla Domare: José María Padron (ESP), Juan Saavedra (COL) Rapport: https://en.volleyballworld.com/beachvolleyball/competitions/beach-volleyball-world-championships-tlaxcala-2023/schedule/407510/ |
| 9 oktober 2023 21:00 | (20–22, 14–21) |     |                | Plazas de Toros Huamantla Domare: José María Padron (ESP), Juan Saavedra (COL) Rapport: https://en.volleyballworld.com/beachvolleyball/competitions/beach-volleyball-world-championships-tlaxcala-2023/schedule/407510/ |

### Grupp J
| Pos | Lag                     | M | V | F | P | SV | SF | SK    | BV  | BF  | BK    | Kvalificering    |
| --- | ----------------------- | - | - | - | - | -- | -- | ----- | --- | --- | ----- | ---------------- |
| 1   | Scoles – Flint          | 3 | 3 | 0 | 6 | 6  | 0  | MAX   | 126 | 78  | 1,615 | Sextondelsfinal  |
| 2   | Gottardi – Menegatti    | 3 | 2 | 1 | 5 | 4  | 3  | 1,333 | 128 | 100 | 1,280 | Sextondelsfinal  |
| 3   | D. Klinger – R. Klinger | 3 | 1 | 2 | 4 | 3  | 4  | 0,750 | 113 | 127 | 0,890 | Lucky loser-möte |
| 4   | Quesada – Williams      | 3 | 0 | 3 | 3 | 0  | 6  | 0,000 | 64  | 126 | 0,508 |                  |

| 7 oktober 2023 15:30 | Gottardi – Menegatti | 2–0 | Quesada – Williams | Plazas de Toros Tlaxcala Domare: Nina Hobi (AUT), Wang Lijun (CHN) Rapport: https://en.volleyballworld.com/beachvolleyball/competitions/beach-volleyball-world-championships-tlaxcala-2023/schedule/407464/ |
| 7 oktober 2023 15:30 | (21–9, 21–9)         |     |                    | Plazas de Toros Tlaxcala Domare: Nina Hobi (AUT), Wang Lijun (CHN) Rapport: https://en.volleyballworld.com/beachvolleyball/competitions/beach-volleyball-world-championships-tlaxcala-2023/schedule/407464/ |

| 7 oktober 2023 15:30 | Scoles – Flint | 2–0 | D. Klinger – R. Klinger | Plaza de la Constitución Tlaxcala Domare: Jean Mukundiyukuri (RWA), Lisandro dos Santos (BRA) Rapport: https://en.volleyballworld.com/beachvolleyball/competitions/beach-volleyball-world-championships-tlaxcala-2023/schedule/407465/ |
| 7 oktober 2023 15:30 | (21–17, 21–14) |     |                         | Plaza de la Constitución Tlaxcala Domare: Jean Mukundiyukuri (RWA), Lisandro dos Santos (BRA) Rapport: https://en.volleyballworld.com/beachvolleyball/competitions/beach-volleyball-world-championships-tlaxcala-2023/schedule/407465/ |

| 8 oktober 2023 19:00 | Gottardi – Menegatti  | 2–1 | D. Klinger – R. Klinger | Plazas de Toros Tlaxcala Domare: Lisandro Santos (BRA), Wang Lijun (CHN) Rapport: https://en.volleyballworld.com/beachvolleyball/competitions/beach-volleyball-world-championships-tlaxcala-2023/schedule/407488/ |
| 8 oktober 2023 19:00 | (21–19, 18–21, 15–10) |     |                         | Plazas de Toros Tlaxcala Domare: Lisandro Santos (BRA), Wang Lijun (CHN) Rapport: https://en.volleyballworld.com/beachvolleyball/competitions/beach-volleyball-world-championships-tlaxcala-2023/schedule/407488/ |

| 8 oktober 2023 19:00 | Scoles – Flint | 2–0 | Quesada – Williams | Plaza de la Constitución Tlaxcala Domare: Emanuel Batani (MEX), Jean Mukundiyukuri (RWA) Rapport: https://en.volleyballworld.com/beachvolleyball/competitions/beach-volleyball-world-championships-tlaxcala-2023/schedule/407489/ |
| 8 oktober 2023 19:00 | (21–4, 21–11)  |     |                    | Plaza de la Constitución Tlaxcala Domare: Emanuel Batani (MEX), Jean Mukundiyukuri (RWA) Rapport: https://en.volleyballworld.com/beachvolleyball/competitions/beach-volleyball-world-championships-tlaxcala-2023/schedule/407489/ |

| 9 oktober 2023 15:30 | Gottardi – Menegatti | 0–2 | Scoles – Flint | Plazas de Toros Tlaxcala Domare: Giseli Amantino (BRA), Brian Hiebert (CAN) Rapport: https://en.volleyballworld.com/beachvolleyball/competitions/beach-volleyball-world-championships-tlaxcala-2023/schedule/407512/ |
| 9 oktober 2023 15:30 | (14–21, 18–21)       |     |                | Plazas de Toros Tlaxcala Domare: Giseli Amantino (BRA), Brian Hiebert (CAN) Rapport: https://en.volleyballworld.com/beachvolleyball/competitions/beach-volleyball-world-championships-tlaxcala-2023/schedule/407512/ |

| 9 oktober 2023 15:30 | D. Klinger – R. Klinger | 2–0 | Quesada – Williams | Plaza de la Constitución Tlaxcala Domare: Wang Lijun (CHN), Lisandro dos Santos (BRA) Rapport: https://en.volleyballworld.com/beachvolleyball/competitions/beach-volleyball-world-championships-tlaxcala-2023/schedule/407513/ |
| 9 oktober 2023 15:30 | (21–16, 21–15)          |     |                    | Plaza de la Constitución Tlaxcala Domare: Wang Lijun (CHN), Lisandro dos Santos (BRA) Rapport: https://en.volleyballworld.com/beachvolleyball/competitions/beach-volleyball-world-championships-tlaxcala-2023/schedule/407513/ |

### Grupp K
| Pos | Lag               | M | V | F | P | SV | SF | SK    | BV  | BF  | BK    | Kvalificering   |
| --- | ----------------- | - | - | - | - | -- | -- | ----- | --- | --- | ----- | --------------- |
| 1   | Müller – Tillmann | 3 | 2 | 1 | 5 | 4  | 3  | 1,333 | 137 | 126 | 1,087 | Sextondelsfinal |
| 2   | Dong – Wang       | 3 | 2 | 1 | 5 | 4  | 2  | 2,000 | 113 | 115 | 0,983 | Sextondelsfinal |
| 3   | Tainá – Victória  | 3 | 1 | 2 | 4 | 3  | 4  | 0,750 | 131 | 134 | 0,978 | Sextondelsfinal |
| 4   | Alix – Harward    | 3 | 1 | 2 | 4 | 2  | 4  | 0,500 | 115 | 121 | 0,950 |                 |

| 7 oktober 2023 14:30 | Müller – Tillmann | 0–2 | Alix – Harward | Plazas de Toros Tlaxcala Domare: Giseli Amantino (BRA), Mariko Satomi (JPN) Rapport: https://en.volleyballworld.com/beachvolleyball/competitions/beach-volleyball-world-championships-tlaxcala-2023/schedule/407466/ |
| 7 oktober 2023 14:30 | (23–25, 14–21)    |     |                | Plazas de Toros Tlaxcala Domare: Giseli Amantino (BRA), Mariko Satomi (JPN) Rapport: https://en.volleyballworld.com/beachvolleyball/competitions/beach-volleyball-world-championships-tlaxcala-2023/schedule/407466/ |

| 7 oktober 2023 14:30 | Tainá – Victória | 0–2 | Dong – Wang | Plaza de la Constitución Tlaxcala Domare: Sylvain Druart (FRA), Marlene Hernández (MEX) Rapport: https://en.volleyballworld.com/beachvolleyball/competitions/beach-volleyball-world-championships-tlaxcala-2023/schedule/407467/ |
| 7 oktober 2023 14:30 | (19–21, 19–21)   |     |             | Plaza de la Constitución Tlaxcala Domare: Sylvain Druart (FRA), Marlene Hernández (MEX) Rapport: https://en.volleyballworld.com/beachvolleyball/competitions/beach-volleyball-world-championships-tlaxcala-2023/schedule/407467/ |

| 8 oktober 2023 14:30 | Müller – Tillmann | 2–0 | Dong – Wang | Plazas de Toros Tlaxcala Domare: Jean Mukundiyukuri (RWA), Marlene Hernández (MEX) Rapport: https://en.volleyballworld.com/beachvolleyball/competitions/beach-volleyball-world-championships-tlaxcala-2023/schedule/407490/ |
| 8 oktober 2023 14:30 | (21–13, 21–16)    |     |             | Plazas de Toros Tlaxcala Domare: Jean Mukundiyukuri (RWA), Marlene Hernández (MEX) Rapport: https://en.volleyballworld.com/beachvolleyball/competitions/beach-volleyball-world-championships-tlaxcala-2023/schedule/407490/ |

| 8 oktober 2023 14:30 | Tainá – Victória | 2–0 | Alix – Harward | Plaza de la Constitución Tlaxcala Domare: Mariko Satomi (JPN), Sylvain Druart (FRA) Rapport: https://en.volleyballworld.com/beachvolleyball/competitions/beach-volleyball-world-championships-tlaxcala-2023/schedule/407491/ |
| 8 oktober 2023 14:30 | (21–17, 21–17)   |     |                | Plaza de la Constitución Tlaxcala Domare: Mariko Satomi (JPN), Sylvain Druart (FRA) Rapport: https://en.volleyballworld.com/beachvolleyball/competitions/beach-volleyball-world-championships-tlaxcala-2023/schedule/407491/ |

| 9 oktober 2023 21:00 | Müller – Tillmann     | 2–1 | Tainá – Victória | Plazas de Toros Tlaxcala Domare: Milán Vachutka (CZE), Sylvain Druart (FRA) Rapport: https://en.volleyballworld.com/beachvolleyball/competitions/beach-volleyball-world-championships-tlaxcala-2023/schedule/407514/ |
| 9 oktober 2023 21:00 | (21–15, 22–24, 15–12) |     |                  | Plazas de Toros Tlaxcala Domare: Milán Vachutka (CZE), Sylvain Druart (FRA) Rapport: https://en.volleyballworld.com/beachvolleyball/competitions/beach-volleyball-world-championships-tlaxcala-2023/schedule/407514/ |

| 9 oktober 2023 21:00 | Dong – Wang    | 2–0 | Alix – Harward | Plaza de la Constitución Tlaxcala Domare: Lisandro dos Santos (BRA), Marlene Hernández (MEX) Rapport: https://en.volleyballworld.com/beachvolleyball/competitions/beach-volleyball-world-championships-tlaxcala-2023/schedule/407515/ |
| 9 oktober 2023 21:00 | (21–16, 21–19) |     |                | Plaza de la Constitución Tlaxcala Domare: Lisandro dos Santos (BRA), Marlene Hernández (MEX) Rapport: https://en.volleyballworld.com/beachvolleyball/competitions/beach-volleyball-world-championships-tlaxcala-2023/schedule/407515/ |

### Grupp L
| Pos | Lag                                 | M | V | F | P | SV | SF | SK    | BV  | BF  | BK    | Kvalificering    |
| --- | ----------------------------------- | - | - | - | - | -- | -- | ----- | --- | --- | ----- | ---------------- |
| 1   | Vergé-Dépré – Mäder                 | 3 | 3 | 0 | 6 | 6  | 1  | 6,000 | 142 | 94  | 1,511 | Sextondelsfinal  |
| 2   | Naraphornrapat – Worapeerachayakorn | 3 | 2 | 1 | 5 | 5  | 2  | 2,500 | 135 | 118 | 1,144 | Sextondelsfinal  |
| 3   | Gutiérrez – Flores                  | 3 | 1 | 2 | 4 | 2  | 4  | 0,500 | 95  | 100 | 0,950 | Lucky loser-möte |
| 4   | Vanessa – Sinaportar                | 3 | 0 | 3 | 3 | 0  | 6  | 0,000 | 66  | 126 | 0,524 |                  |

| 6 oktober 2023 20:00 | Gutiérrez – Flores | 2–0 | Vanessa – Sinaportar | Plazas de Toros Tlaxcala Domare: Giseli Amantino (BRA), Brian Hiebert (CAN) Rapport: https://en.volleyballworld.com/beachvolleyball/competitions/beach-volleyball-world-championships-tlaxcala-2023/schedule/407468/ |
| 6 oktober 2023 20:00 | (21–8, 21–8)       |     |                      | Plazas de Toros Tlaxcala Domare: Giseli Amantino (BRA), Brian Hiebert (CAN) Rapport: https://en.volleyballworld.com/beachvolleyball/competitions/beach-volleyball-world-championships-tlaxcala-2023/schedule/407468/ |

| 6 oktober 2023 20:00 | Vergé-Dépré – Mäder   | 2–1 | Naraphornrapat – Worapeerachayakorn | Plaza de la Constitución Tlaxcala Domare: Jean Mukundiyukuri (RWA), Marlene Hernández (MEX) Rapport: https://en.volleyballworld.com/beachvolleyball/competitions/beach-volleyball-world-championships-tlaxcala-2023/schedule/407469/ |
| 6 oktober 2023 20:00 | (22–24, 21–15, 15–12) |     |                                     | Plaza de la Constitución Tlaxcala Domare: Jean Mukundiyukuri (RWA), Marlene Hernández (MEX) Rapport: https://en.volleyballworld.com/beachvolleyball/competitions/beach-volleyball-world-championships-tlaxcala-2023/schedule/407469/ |

| 7 oktober 2023 20:00 | Gutiérrez – Flores | 0–2 | Naraphornrapat – Worapeerachayakorn | Plazas de Toros Tlaxcala Domare: Wang Lijun (CHN), Lisandro dos Santos (BRA) Rapport: https://en.volleyballworld.com/beachvolleyball/competitions/beach-volleyball-world-championships-tlaxcala-2023/schedule/407492/ |
| 7 oktober 2023 20:00 | (15–21, 17–21)     |     |                                     | Plazas de Toros Tlaxcala Domare: Wang Lijun (CHN), Lisandro dos Santos (BRA) Rapport: https://en.volleyballworld.com/beachvolleyball/competitions/beach-volleyball-world-championships-tlaxcala-2023/schedule/407492/ |

| 7 oktober 2023 20:00 | Vergé-Dépré – Mäder | 2–0 | Vanessa – Sinaportar | Plaza de la Constitución Tlaxcala Domare: Emanuel Batani (MEX), Giseli Amantino (BRA) Rapport: https://en.volleyballworld.com/beachvolleyball/competitions/beach-volleyball-world-championships-tlaxcala-2023/schedule/407493/ |
| 7 oktober 2023 20:00 | (21–11, 21–11)      |     |                      | Plaza de la Constitución Tlaxcala Domare: Emanuel Batani (MEX), Giseli Amantino (BRA) Rapport: https://en.volleyballworld.com/beachvolleyball/competitions/beach-volleyball-world-championships-tlaxcala-2023/schedule/407493/ |

| 9 oktober 2023 19:00 | Gutiérrez – Flores | 0–2 | Vergé-Dépré – Mäder | Plazas de Toros Tlaxcala Domare: Sylvain Druart (FRA), Nina Hobi (AUT) Rapport: https://en.volleyballworld.com/beachvolleyball/competitions/beach-volleyball-world-championships-tlaxcala-2023/schedule/407516/ |
| 9 oktober 2023 19:00 | (6–21, 15–21)      |     |                     | Plazas de Toros Tlaxcala Domare: Sylvain Druart (FRA), Nina Hobi (AUT) Rapport: https://en.volleyballworld.com/beachvolleyball/competitions/beach-volleyball-world-championships-tlaxcala-2023/schedule/407516/ |

| 9 oktober 2023 19:00 | Naraphornrapat – Worapeerachayakorn | 2–0 | Vanessa – Sinaportar | Plaza de la Constitución Tlaxcala Domare: Marlene Hernández (MEX), Wang Lijun (CHN) Rapport: https://en.volleyballworld.com/beachvolleyball/competitions/beach-volleyball-world-championships-tlaxcala-2023/schedule/407517/ |
| 9 oktober 2023 19:00 | (21–15, 21–13)                      |     |                      | Plaza de la Constitución Tlaxcala Domare: Marlene Hernández (MEX), Wang Lijun (CHN) Rapport: https://en.volleyballworld.com/beachvolleyball/competitions/beach-volleyball-world-championships-tlaxcala-2023/schedule/407517/ |

### Ranking av tredjeplacerade lag
| Pos | Grp | Lag                      | M | V | F | P | SV | SF | SK    | BV  | BF  | BK    | Kvalificering         |
| --- | --- | ------------------------ | - | - | - | - | -- | -- | ----- | --- | --- | ----- | --------------------- |
| 1   | I   | Álvarez – Moreno         | 3 | 2 | 1 | 5 | 4  | 2  | 2,000 | 102 | 114 | 0,895 | Sextondelsfinal       |
| 2   | C   | Ittlinger – Borger       | 3 | 2 | 1 | 5 | 4  | 3  | 1,333 | 125 | 112 | 1,116 | Sextondelsfinal       |
| 3   | E   | Gruszczyńska – Wachowicz | 3 | 1 | 2 | 4 | 3  | 4  | 0,750 | 132 | 127 | 1,039 | Sextondelsfinal       |
| 4   | K   | Tainá – Victória         | 3 | 1 | 2 | 4 | 3  | 4  | 0,750 | 131 | 134 | 0,978 | Sextondelsfinal       |
| 5   | B   | Paulikienė – Raupelyté   | 3 | 1 | 2 | 4 | 3  | 4  | 0,750 | 125 | 131 | 0,954 | Lucky losers playoffs |
| 6   | H   | Pavan – McBain           | 3 | 1 | 2 | 4 | 3  | 4  | 0,750 | 119 | 126 | 0,944 | Lucky losers playoffs |
| 7   | J   | D. Klinger – R. Klinger  | 3 | 1 | 2 | 4 | 3  | 4  | 0,750 | 113 | 127 | 0,890 | Lucky losers playoffs |
| 8   | D   | Erika – Michelle         | 3 | 1 | 2 | 4 | 3  | 4  | 0,750 | 115 | 131 | 0,878 | Lucky losers playoffs |
| 9   | A   | Ahtiainen – Lahti        | 3 | 1 | 2 | 4 | 2  | 4  | 0,500 | 102 | 104 | 0,981 | Lucky losers playoffs |
| 10  | L   | Gutiérrez – Flores       | 3 | 1 | 2 | 4 | 2  | 4  | 0,500 | 95  | 100 | 0,950 | Lucky losers playoffs |
| 11  | G   | Ariana – Karelys         | 3 | 1 | 2 | 4 | 2  | 4  | 0,500 | 97  | 119 | 0,815 | Lucky losers playoffs |
| 12  | F   | Ishii – Mizoe            | 3 | 1 | 2 | 4 | 2  | 4  | 0,500 | 92  | 120 | 0,767 | Lucky losers playoffs |

### Lucky losers-möten
| 10 oktober 2023 15:00 | Pavan – McBain | 2–0 | Ariana – Karelys | Plaza de la Constitución Tlaxcala Domare: Wang Lijun (CHN), Marlene Hernández (MEX) Rapport: Rapport |
| 10 oktober 2023 15:00 | (21–13, 21–10) |     |                  | Plaza de la Constitución Tlaxcala Domare: Wang Lijun (CHN), Marlene Hernández (MEX) Rapport: Rapport |

| 10 oktober 2023 15:00 | Erika – Michelle     | 1–2 | Ahtiainen – Lahti | Plazas de Toros Tlaxcala Domare: Davide Crescentini (ITA), Agnieszka Myszkowska (POL) Rapport: Rapport |
| 10 oktober 2023 15:00 | (21–18, 17–21, 9–15) |     |                   | Plazas de Toros Tlaxcala Domare: Davide Crescentini (ITA), Agnieszka Myszkowska (POL) Rapport: Rapport |

| 10 oktober 2023 16:00 | Paulikienė – Raupelyté | 2–0 | Ishii – Mizoe | Plazas de Toros Tlaxcala Domare: Rui Jorge Carvalho (POR), Brigham Beatie (USA) Rapport: Rapport |
| 10 oktober 2023 16:00 | (21–17, 21–17)         |     |               | Plazas de Toros Tlaxcala Domare: Rui Jorge Carvalho (POR), Brigham Beatie (USA) Rapport: Rapport |

| 10 oktober 2023 16:00 | D. Klinger – R. Klinger | 2–1 | Gutiérrez – Flores | Plaza de la Constitución Tlaxcala Domare: Giseli Amantino (BRA), Mariko Satomi (JPN) Rapport: Rapport |
| 10 oktober 2023 16:00 | (21–18, 19–21, 15–10)   |     |                    | Plaza de la Constitución Tlaxcala Domare: Giseli Amantino (BRA), Mariko Satomi (JPN) Rapport: Rapport |

## Slutspel

### Spelschema
|  | Sextondelsfinaler                   | Sextondelsfinaler    |                     |   | Åttondelsfinaler | Åttondelsfinaler |            |            | Kvartsfinaler | Kvartsfinaler |  |  | Semifinaler | Semifinaler |  |  | Final | Final |
|  |                                     |                      |                     |   |                  |                  |            |            |               |               |  |  |             |             |  |  |       |       |
|  | 11 oktober                          |                      |                     |   |                  |                  |            |            |               |               |  |  |             |             |  |  |       |       |
|  |                                     |                      |                     |   |                  |                  |            |            |               |               |  |  |             |             |  |  |       |       |
|  | Ana Patrícia – Duda                 | 2                    |                     |   |                  |                  |            |            |               |               |  |  |             |             |  |  |       |       |
|  | Ana Patrícia – Duda                 | 2                    | 12 oktober          |   |                  |                  |            |            |               |               |  |  |             |             |  |  |       |       |
|  | Paulikienė – Raupelyté              | 0                    |                     |   |                  |                  |            |            |               |               |  |  |             |             |  |  |       |       |
|  | Paulikienė – Raupelyté              | 0                    | Ana Patrícia – Duda | 2 |                  |                  |            |            |               |               |  |  |             |             |  |  |       |       |
|  | 11 oktober                          |                      | Ana Patrícia – Duda | 2 |                  |                  |            |            |               |               |  |  |             |             |  |  |       |       |
|  |                                     | Xue – Xia            | 0                   |   |                  |                  |            |            |               |               |  |  |             |             |  |  |       |       |
|  | Xue – Xia                           | Xue – Xia            | 0                   | 2 |                  |                  |            |            |               |               |  |  |             |             |  |  |       |       |
|  | Xue – Xia                           |                      | 13 oktober          | 2 |                  |                  |            |            |               |               |  |  |             |             |  |  |       |       |
|  | Naraphornrapat – Worapeerachayakorn | 0                    |                     |   |                  |                  |            |            |               |               |  |  |             |             |  |  |       |       |
|  | Naraphornrapat – Worapeerachayakorn | 0                    | Ana Patrícia – Duda | 2 |                  |                  |            |            |               |               |  |  |             |             |  |  |       |       |
|  | 11 oktober                          |                      | Ana Patrícia – Duda | 2 |                  |                  |            |            |               |               |  |  |             |             |  |  |       |       |
|  |                                     | Stam – Schoon        | 0                   |   |                  |                  |            |            |               |               |  |  |             |             |  |  |       |       |
|  | Cannon – Kraft                      | Stam – Schoon        | 0                   | 2 |                  |                  |            |            |               |               |  |  |             |             |  |  |       |       |
|  | Cannon – Kraft                      | 12 oktober           |                     | 2 |                  |                  |            |            |               |               |  |  |             |             |  |  |       |       |
|  | Andressa – Vitória                  | 1                    |                     |   |                  |                  |            |            |               |               |  |  |             |             |  |  |       |       |
|  | Andressa – Vitória                  | 1                    | Cannon – Kraft      | 0 |                  |                  |            |            |               |               |  |  |             |             |  |  |       |       |
|  | 11 oktober                          |                      | Cannon – Kraft      | 0 |                  |                  |            |            |               |               |  |  |             |             |  |  |       |       |
|  |                                     | Stam – Schoon        | 2                   |   |                  |                  |            |            |               |               |  |  |             |             |  |  |       |       |
|  | Álvarez – Moreno                    | Stam – Schoon        | 2                   | 0 |                  |                  |            |            |               |               |  |  |             |             |  |  |       |       |
|  | Álvarez – Moreno                    |                      | 14 oktober          | 0 |                  |                  |            |            |               |               |  |  |             |             |  |  |       |       |
|  | Stam – Schoon                       | 2                    |                     |   |                  |                  |            |            |               |               |  |  |             |             |  |  |       |       |
|  | Stam – Schoon                       | 2                    | Ana Patrícia – Duda | 2 |                  |                  |            |            |               |               |  |  |             |             |  |  |       |       |
|  | 11 oktober                          |                      | Ana Patrícia – Duda | 2 |                  |                  |            |            |               |               |  |  |             |             |  |  |       |       |
|  |                                     | Mariafe – Clancy     | 0                   |   |                  |                  |            |            |               |               |  |  |             |             |  |  |       |       |
|  | Mariafe – Clancy                    | Mariafe – Clancy     | 0                   | 2 |                  |                  |            |            |               |               |  |  |             |             |  |  |       |       |
|  | Mariafe – Clancy                    | 12 oktober           |                     | 2 |                  |                  |            |            |               |               |  |  |             |             |  |  |       |       |
|  | Ittlinger – Borger                  | 0                    |                     |   |                  |                  |            |            |               |               |  |  |             |             |  |  |       |       |
|  | Ittlinger – Borger                  | 0                    | Mariafe – Clancy    | 2 |                  |                  |            |            |               |               |  |  |             |             |  |  |       |       |
|  | 11 oktober                          |                      | Mariafe – Clancy    | 2 |                  |                  |            |            |               |               |  |  |             |             |  |  |       |       |
|  |                                     | Gottardi – Menegatti | 1                   |   |                  |                  |            |            |               |               |  |  |             |             |  |  |       |       |
|  | Gottardi – Menegatti                | Gottardi – Menegatti | 1                   | 2 |                  |                  |            |            |               |               |  |  |             |             |  |  |       |       |
|  | Gottardi – Menegatti                |                      | 13 oktober          | 2 |                  |                  |            |            |               |               |  |  |             |             |  |  |       |       |
|  | Vergé-Dépré – Mäder                 | 0                    |                     |   |                  |                  |            |            |               |               |  |  |             |             |  |  |       |       |
|  | Vergé-Dépré – Mäder                 | 0                    | Mariafe – Clancy    | 2 |                  |                  |            |            |               |               |  |  |             |             |  |  |       |       |
|  | 11 oktober                          |                      | Mariafe – Clancy    | 2 |                  |                  |            |            |               |               |  |  |             |             |  |  |       |       |
|  |                                     | Melissa – Brandie    | 0                   |   |                  |                  |            |            |               |               |  |  |             |             |  |  |       |       |
|  | Esmée – Zoé                         | Melissa – Brandie    | 0                   | 2 |                  |                  |            |            |               |               |  |  |             |             |  |  |       |       |
|  | Esmée – Zoé                         | 12 oktober           |                     | 2 |                  |                  |            |            |               |               |  |  |             |             |  |  |       |       |
|  | Placette – Richard                  | 0                    |                     |   |                  |                  |            |            |               |               |  |  |             |             |  |  |       |       |
|  | Placette – Richard                  | 0                    | Esmée – Zoé         | 0 |                  |                  |            |            |               |               |  |  |             |             |  |  |       |       |
|  | 11 oktober                          |                      | Esmée – Zoé         | 0 |                  |                  |            |            |               |               |  |  |             |             |  |  |       |       |
|  |                                     | Melissa – Brandie    | 2                   |   |                  |                  |            |            |               |               |  |  |             |             |  |  |       |       |
|  | Ahtiainen – Lahti                   | Melissa – Brandie    | 2                   | 0 |                  |                  |            |            |               |               |  |  |             |             |  |  |       |       |
|  | Ahtiainen – Lahti                   |                      | 15 oktober          | 0 |                  |                  |            |            |               |               |  |  |             |             |  |  |       |       |
|  | Melissa – Brandie                   | 2                    |                     |   |                  |                  |            |            |               |               |  |  |             |             |  |  |       |       |
|  | Melissa – Brandie                   | 2                    | Ana Patrícia – Duda | 0 |                  |                  |            |            |               |               |  |  |             |             |  |  |       |       |
|  | 11 oktober                          |                      | Ana Patrícia – Duda | 0 |                  |                  |            |            |               |               |  |  |             |             |  |  |       |       |
|  |                                     | Hughes – Cheng       | 2                   |   |                  |                  |            |            |               |               |  |  |             |             |  |  |       |       |
|  | Hughes – Cheng                      | Hughes – Cheng       | 2                   | 2 |                  |                  |            |            |               |               |  |  |             |             |  |  |       |       |
|  | Hughes – Cheng                      | 12 oktober           |                     | 2 |                  |                  |            |            |               |               |  |  |             |             |  |  |       |       |
|  | D. Klinger – R. Klinger             | 1                    |                     |   |                  |                  |            |            |               |               |  |  |             |             |  |  |       |       |
|  | D. Klinger – R. Klinger             | 1                    | Hughes – Cheng      | 2 |                  |                  |            |            |               |               |  |  |             |             |  |  |       |       |
|  | 11 oktober                          |                      | Hughes – Cheng      | 2 |                  |                  |            |            |               |               |  |  |             |             |  |  |       |       |
|  |                                     | Tīna – Anastasija    | 1                   |   |                  |                  |            |            |               |               |  |  |             |             |  |  |       |       |
|  | Tīna – Anastasija                   | Tīna – Anastasija    | 1                   | 2 |                  |                  |            |            |               |               |  |  |             |             |  |  |       |       |
|  | Tīna – Anastasija                   |                      | 13 oktober          | 2 |                  |                  |            |            |               |               |  |  |             |             |  |  |       |       |
|  | Dong – Wang                         | 0                    |                     |   |                  |                  |            |            |               |               |  |  |             |             |  |  |       |       |
|  | Dong – Wang                         | 0                    | Hughes – Cheng      | 2 |                  |                  |            |            |               |               |  |  |             |             |  |  |       |       |
|  | 11 oktober                          |                      | Hughes – Cheng      | 2 |                  |                  |            |            |               |               |  |  |             |             |  |  |       |       |
|  |                                     | Tainá – Victória     | 0                   |   |                  |                  |            |            |               |               |  |  |             |             |  |  |       |       |
|  | Müller – Tillmann                   | Tainá – Victória     | 0                   | 2 |                  |                  |            |            |               |               |  |  |             |             |  |  |       |       |
|  | Müller – Tillmann                   | 12 oktober           |                     | 2 |                  |                  |            |            |               |               |  |  |             |             |  |  |       |       |
|  | Liliana – Paula                     | 0                    |                     |   |                  |                  |            |            |               |               |  |  |             |             |  |  |       |       |
|  | Liliana – Paula                     | 0                    | Müller – Tillmann   | 1 |                  |                  |            |            |               |               |  |  |             |             |  |  |       |       |
|  | 11 oktober                          |                      | Müller – Tillmann   | 1 |                  |                  |            |            |               |               |  |  |             |             |  |  |       |       |
|  |                                     | Tainá – Victória     | 2                   |   |                  |                  |            |            |               |               |  |  |             |             |  |  |       |       |
|  | Tainá – Victória                    | Tainá – Victória     | 2                   | 2 |                  |                  |            |            |               |               |  |  |             |             |  |  |       |       |
|  | Tainá – Victória                    |                      | 14 oktober          | 2 |                  |                  |            |            |               |               |  |  |             |             |  |  |       |       |
|  | Carol – Bárbara                     | 1                    |                     |   |                  |                  |            |            |               |               |  |  |             |             |  |  |       |       |
|  | Carol – Bárbara                     | 1                    | Hughes – Cheng      | 2 |                  |                  |            |            |               |               |  |  |             |             |  |  |       |       |
|  | 11 oktober                          |                      | Hughes – Cheng      | 2 |                  |                  |            |            |               |               |  |  |             |             |  |  |       |       |
|  |                                     | Nuss – Kloth         | 1                   |   | Bronsmatch       | Bronsmatch       |            |            |               |               |  |  |             |             |  |  |       |       |
|  | Hüberli – Betschart                 | Nuss – Kloth         | 1                   | 2 | Bronsmatch       | Bronsmatch       |            |            |               |               |  |  |             |             |  |  |       |       |
|  | Hüberli – Betschart                 | 12 oktober           | 12 oktober          | 2 |                  |                  | 15 oktober | 15 oktober |               |               |  |  |             |             |  |  |       |       |
|  | Gruszczyńska – Wachowicz            | 12 oktober           | 12 oktober          | 0 |                  |                  | 15 oktober | 15 oktober |               |               |  |  |             |             |  |  |       |       |
|  | Gruszczyńska – Wachowicz            | Hüberli – Betschart  | 2                   | 0 | Mariafe – Clancy | 1                |            |            |               |               |  |  |             |             |  |  |       |       |
|  | 11 oktober                          | Hüberli – Betschart  | 2                   |   | Mariafe – Clancy | 1                |            |            |               |               |  |  |             |             |  |  |       |       |
|  |                                     | Scoles – Flint       | 0                   |   | Nuss – Kloth     | 2                |            |            |               |               |  |  |             |             |  |  |       |       |
|  | Hermannová – Štochlová              | Scoles – Flint       | 0                   | 0 | Nuss – Kloth     | 2                |            |            |               |               |  |  |             |             |  |  |       |       |
|  | Hermannová – Štochlová              |                      | 13 oktober          | 0 |                  |                  |            |            |               |               |  |  |             |             |  |  |       |       |
|  | Scoles – Flint                      | 2                    |                     |   |                  |                  |            |            |               |               |  |  |             |             |  |  |       |       |
|  | Scoles – Flint                      | 2                    | Hüberli – Betschart | 1 |                  |                  |            |            |               |               |  |  |             |             |  |  |       |       |
|  | 11 oktober                          |                      | Hüberli – Betschart | 1 |                  |                  |            |            |               |               |  |  |             |             |  |  |       |       |
|  |                                     | Nuss – Kloth         | 2                   |   |                  |                  |            |            |               |               |  |  |             |             |  |  |       |       |
|  | Ágatha – Rebecca                    | Nuss – Kloth         | 2                   | 2 |                  |                  |            |            |               |               |  |  |             |             |  |  |       |       |
|  | Ágatha – Rebecca                    | 12 oktober           |                     | 2 |                  |                  |            |            |               |               |  |  |             |             |  |  |       |       |
|  | Ludwig – Lippmann                   | 1                    |                     |   |                  |                  |            |            |               |               |  |  |             |             |  |  |       |       |
|  | Ludwig – Lippmann                   | 1                    | Ágatha – Rebecca    | 0 |                  |                  |            |            |               |               |  |  |             |             |  |  |       |       |
|  | 11 oktober                          |                      | Ágatha – Rebecca    | 0 |                  |                  |            |            |               |               |  |  |             |             |  |  |       |       |
|  |                                     | Nuss – Kloth         | 2                   |   |                  |                  |            |            |               |               |  |  |             |             |  |  |       |       |
|  | Pavan – McBain                      | Nuss – Kloth         | 2                   | 0 |                  |                  |            |            |               |               |  |  |             |             |  |  |       |       |
|  | Pavan – McBain                      |                      |                     | 0 |                  |                  |            |            |               |               |  |  |             |             |  |  |       |       |
|  | Nuss – Kloth                        | 2                    |                     |   |                  |                  |            |            |               |               |  |  |             |             |  |  |       |       |
|  | Nuss – Kloth                        | 2                    |                     |   |                  |                  |            |            |               |               |  |  |             |             |  |  |       |       |

### Sextondelsfinaler
| 11 oktober 2023 13:00 | Álvarez – Moreno | 0–2 | Stam – Schoon | Plazas de Toros Huamantla Domare: Giovanni Bake (RSA), Suzanne Lowry (USA) Rapport: https://en.volleyballworld.com/beachvolleyball/competitions/beach-volleyball-world-championships-tlaxcala-2023/schedule/407525/ |
| 11 oktober 2023 13:00 | (32–34, 21–23)   |     |               | Plazas de Toros Huamantla Domare: Giovanni Bake (RSA), Suzanne Lowry (USA) Rapport: https://en.volleyballworld.com/beachvolleyball/competitions/beach-volleyball-world-championships-tlaxcala-2023/schedule/407525/ |

| 11 oktober 2023 13:00 | Gottardi – Menegatti | 2–0 | Vergé-Dépré – Mäder | Plazas de Toros Apizaco Domare: Vincent Roche (FRA), Charalampos Papadogoulas (GRE) Rapport: https://en.volleyballworld.com/beachvolleyball/competitions/beach-volleyball-world-championships-tlaxcala-2023/schedule/407527/ |
| 11 oktober 2023 13:00 | (22–20, 21–15)       |     |                     | Plazas de Toros Apizaco Domare: Vincent Roche (FRA), Charalampos Papadogoulas (GRE) Rapport: https://en.volleyballworld.com/beachvolleyball/competitions/beach-volleyball-world-championships-tlaxcala-2023/schedule/407527/ |

| 11 oktober 2023 13:00 | Müller – Tillmann | 2–0 | Liliana – Paula | Plaza de la Constitución Tlaxcala Domare: Milán Vachutka (CZE), Lisandro dos Santos (BRA) Rapport: https://en.volleyballworld.com/beachvolleyball/competitions/beach-volleyball-world-championships-tlaxcala-2023/schedule/407532/ |
| 11 oktober 2023 13:00 | (22–20, 21–16)    |     |                 | Plaza de la Constitución Tlaxcala Domare: Milán Vachutka (CZE), Lisandro dos Santos (BRA) Rapport: https://en.volleyballworld.com/beachvolleyball/competitions/beach-volleyball-world-championships-tlaxcala-2023/schedule/407532/ |

| 11 oktober 2023 13:00 | Ágatha – Rebecca     | 2–1 | Ludwig – Lippmann | Plazas de Toros Tlaxcala Domare: Marlene Hernández (MEX), Sylvain Druart (FRA) Rapport: https://en.volleyballworld.com/beachvolleyball/competitions/beach-volleyball-world-championships-tlaxcala-2023/schedule/407536/ |
| 11 oktober 2023 13:00 | (19–21, 22–20, 15–8) |     |                   | Plazas de Toros Tlaxcala Domare: Marlene Hernández (MEX), Sylvain Druart (FRA) Rapport: https://en.volleyballworld.com/beachvolleyball/competitions/beach-volleyball-world-championships-tlaxcala-2023/schedule/407536/ |

| 11 oktober 2023 14:00 | Cannon – Kraft        | 2–1 | Andressa – Vitória | Plazas de Toros Huamantla Domare: Carlos Rivera (PUR), José María Padron (ESP) Rapport: https://en.volleyballworld.com/beachvolleyball/competitions/beach-volleyball-world-championships-tlaxcala-2023/schedule/407524/ |
| 11 oktober 2023 14:00 | (22–24, 24–22, 15–12) |     |                    | Plazas de Toros Huamantla Domare: Carlos Rivera (PUR), José María Padron (ESP) Rapport: https://en.volleyballworld.com/beachvolleyball/competitions/beach-volleyball-world-championships-tlaxcala-2023/schedule/407524/ |

| 11 oktober 2023 14:00 | Mariafe – Clancy | 2–0 | Ittlinger – Borger | Plazas de Toros Apizaco Domare: Rui Carvalho (POR), Agnieszka Myszkowska (POL) Rapport: https://en.volleyballworld.com/beachvolleyball/competitions/beach-volleyball-world-championships-tlaxcala-2023/schedule/407526/ |
| 11 oktober 2023 14:00 | (21–19, 25–23)   |     |                    | Plazas de Toros Apizaco Domare: Rui Carvalho (POR), Agnieszka Myszkowska (POL) Rapport: https://en.volleyballworld.com/beachvolleyball/competitions/beach-volleyball-world-championships-tlaxcala-2023/schedule/407526/ |

| 11 oktober 2023 14:00 | Tainá – Victória      | 2–1 | Carol – Bárbara | Plaza de la Constitución Tlaxcala Domare: Mariko Satomi (JPN), Brian Hiebert (CAN) Rapport: https://en.volleyballworld.com/beachvolleyball/competitions/beach-volleyball-world-championships-tlaxcala-2023/schedule/407533/ |
| 11 oktober 2023 14:00 | (22–20, 17–21, 16–14) |     |                 | Plaza de la Constitución Tlaxcala Domare: Mariko Satomi (JPN), Brian Hiebert (CAN) Rapport: https://en.volleyballworld.com/beachvolleyball/competitions/beach-volleyball-world-championships-tlaxcala-2023/schedule/407533/ |

| 11 oktober 2023 14:00 | Pavan – McBain | 0–2 | Nuss – Kloth | Plazas de Toros Tlaxcala Domare: Osvaldo Sumavil (ARG), Emanuel Batani (MEX) Rapport: https://en.volleyballworld.com/beachvolleyball/competitions/beach-volleyball-world-championships-tlaxcala-2023/schedule/407537/ |
| 11 oktober 2023 14:00 | (21–23, 12–21) |     |              | Plazas de Toros Tlaxcala Domare: Osvaldo Sumavil (ARG), Emanuel Batani (MEX) Rapport: https://en.volleyballworld.com/beachvolleyball/competitions/beach-volleyball-world-championships-tlaxcala-2023/schedule/407537/ |

| 11 oktober 2023 19:00 | Ana Patrícia – Duda | 2–0 | Paulikienė – Raupelyté | Plazas de Toros Huamantla Domare: Robert Leko (SRB), Juan Saavedra (COL) Rapport: https://en.volleyballworld.com/beachvolleyball/competitions/beach-volleyball-world-championships-tlaxcala-2023/schedule/407522/ |
| 11 oktober 2023 19:00 | (21–14, 21–15)      |     |                        | Plazas de Toros Huamantla Domare: Robert Leko (SRB), Juan Saavedra (COL) Rapport: https://en.volleyballworld.com/beachvolleyball/competitions/beach-volleyball-world-championships-tlaxcala-2023/schedule/407522/ |

| 11 oktober 2023 19:00 | Esmée – Zoé    | 2–0 | Placette – Richard | Plazas de Toros Apizaco Domare: Agnieszka Myszkowska (POL), Rui Carvalho (POR) Rapport: https://en.volleyballworld.com/beachvolleyball/competitions/beach-volleyball-world-championships-tlaxcala-2023/schedule/407528/ |
| 11 oktober 2023 19:00 | (26–24, 21–16) |     |                    | Plazas de Toros Apizaco Domare: Agnieszka Myszkowska (POL), Rui Carvalho (POR) Rapport: https://en.volleyballworld.com/beachvolleyball/competitions/beach-volleyball-world-championships-tlaxcala-2023/schedule/407528/ |

| 11 oktober 2023 19:00 | Tīna – Anastasija | 2–0 | Dong – Wang | Plaza de la Constitución Tlaxcala Domare: Nina Hobi (AUT), Milán Vachutka (CZE) Rapport: https://en.volleyballworld.com/beachvolleyball/competitions/beach-volleyball-world-championships-tlaxcala-2023/schedule/407531/ |
| 11 oktober 2023 19:00 | (21–14, 21–17)    |     |             | Plaza de la Constitución Tlaxcala Domare: Nina Hobi (AUT), Milán Vachutka (CZE) Rapport: https://en.volleyballworld.com/beachvolleyball/competitions/beach-volleyball-world-championships-tlaxcala-2023/schedule/407531/ |

| 11 oktober 2023 19:00 | Hermannová – Štochlová | 0–2 | Scoles – Flint | Plazas de Toros Tlaxcala Domare: Wang Lijun (CHN), Marlene Hernández (MEX) Rapport: https://en.volleyballworld.com/beachvolleyball/competitions/beach-volleyball-world-championships-tlaxcala-2023/schedule/407535/ |
| 11 oktober 2023 19:00 | (21–23, 8–21)          |     |                | Plazas de Toros Tlaxcala Domare: Wang Lijun (CHN), Marlene Hernández (MEX) Rapport: https://en.volleyballworld.com/beachvolleyball/competitions/beach-volleyball-world-championships-tlaxcala-2023/schedule/407535/ |

| 11 oktober 2023 20:00 | Xue – Xia      | 2–0 | Naraphornrapat – Worapeerachayakorn | Plazas de Toros Huamantla Domare: Suzanne Lowry (USA), Giovanni Bake (RSA) Rapport: https://en.volleyballworld.com/beachvolleyball/competitions/beach-volleyball-world-championships-tlaxcala-2023/schedule/407523/ |
| 11 oktober 2023 20:00 | (21–12, 21–16) |     |                                     | Plazas de Toros Huamantla Domare: Suzanne Lowry (USA), Giovanni Bake (RSA) Rapport: https://en.volleyballworld.com/beachvolleyball/competitions/beach-volleyball-world-championships-tlaxcala-2023/schedule/407523/ |

| 11 oktober 2023 20:00 | Ahtiainen – Lahti | 0–2 | Melissa – Brandie | Plazas de Toros Apizaco Domare: Brigham Beatie (USA), Davide Crescentini (ITA) Rapport: https://en.volleyballworld.com/beachvolleyball/competitions/beach-volleyball-world-championships-tlaxcala-2023/schedule/407529/ |
| 11 oktober 2023 20:00 | (17–21, 17–21)    |     |                   | Plazas de Toros Apizaco Domare: Brigham Beatie (USA), Davide Crescentini (ITA) Rapport: https://en.volleyballworld.com/beachvolleyball/competitions/beach-volleyball-world-championships-tlaxcala-2023/schedule/407529/ |

| 11 oktober 2023 20:00 | Hughes – Cheng       | 2–1 | D. Klinger – R. Klinger | Plaza de la Constitución Tlaxcala Domare: Jean Mukundiyukuri (RWA), Emanuel Batani (MEX) Rapport: https://en.volleyballworld.com/beachvolleyball/competitions/beach-volleyball-world-championships-tlaxcala-2023/schedule/407530/ |
| 11 oktober 2023 20:00 | (27–25, 19–21, 15–9) |     |                         | Plaza de la Constitución Tlaxcala Domare: Jean Mukundiyukuri (RWA), Emanuel Batani (MEX) Rapport: https://en.volleyballworld.com/beachvolleyball/competitions/beach-volleyball-world-championships-tlaxcala-2023/schedule/407530/ |

| 11 oktober 2023 20:00 | Hüberli – Betschart | 2–0 | Gruszczyńska – Wachowicz | Plazas de Toros Tlaxcala Domare: Giseli Amantino (BRA), Mariko Satomi (JPN) Rapport: https://en.volleyballworld.com/beachvolleyball/competitions/beach-volleyball-world-championships-tlaxcala-2023/schedule/407534/ |
| 11 oktober 2023 20:00 | (21–16, 21–14)      |     |                          | Plazas de Toros Tlaxcala Domare: Giseli Amantino (BRA), Mariko Satomi (JPN) Rapport: https://en.volleyballworld.com/beachvolleyball/competitions/beach-volleyball-world-championships-tlaxcala-2023/schedule/407534/ |

### Åttondelsfinaler
| 12 oktober 2023 17:00 | Cannon – Kraft | 0–2 | Stam – Schoon | Plazas de Toros Huamantla Domare: Juan Saavedra (COL), Carlos Rivera (PUR) Rapport: https://en.volleyballworld.com/beachvolleyball/competitions/beach-volleyball-world-championships-tlaxcala-2023/schedule/407539/ |
| 12 oktober 2023 17:00 | (18–21, 17–21) |     |               | Plazas de Toros Huamantla Domare: Juan Saavedra (COL), Carlos Rivera (PUR) Rapport: https://en.volleyballworld.com/beachvolleyball/competitions/beach-volleyball-world-championships-tlaxcala-2023/schedule/407539/ |

| 12 oktober 2023 17:00 | Müller – Tillmann     | 1–2 | Tainá – Victória | Plaza de la Constitución Tlaxcala Domare: Nina Hobi (AUT), Milán Vachutka (CZE) Rapport: https://en.volleyballworld.com/beachvolleyball/competitions/beach-volleyball-world-championships-tlaxcala-2023/schedule/407543/ |
| 12 oktober 2023 17:00 | (19–21, 24–22, 13–15) |     |                  | Plaza de la Constitución Tlaxcala Domare: Nina Hobi (AUT), Milán Vachutka (CZE) Rapport: https://en.volleyballworld.com/beachvolleyball/competitions/beach-volleyball-world-championships-tlaxcala-2023/schedule/407543/ |

| 12 oktober 2023 18:00 | Mariafe – Clancy      | 2–1 | Gottardi – Menegatti | Plazas de Toros Apizaco Domare: Charalampos Papadogoulas (GRE), Vincent Roche (FRA) Rapport: https://en.volleyballworld.com/beachvolleyball/competitions/beach-volleyball-world-championships-tlaxcala-2023/schedule/407540/ |
| 12 oktober 2023 18:00 | (21–18, 15–21, 15–11) |     |                      | Plazas de Toros Apizaco Domare: Charalampos Papadogoulas (GRE), Vincent Roche (FRA) Rapport: https://en.volleyballworld.com/beachvolleyball/competitions/beach-volleyball-world-championships-tlaxcala-2023/schedule/407540/ |

| 12 oktober 2023 18:00 | Ágatha – Rebecca | 0–2 | Nuss – Kloth | Plazas de Toros Tlaxcala Domare: Wang Lijun (CHN), Mariko Satomi (JPN) Rapport: https://en.volleyballworld.com/beachvolleyball/competitions/beach-volleyball-world-championships-tlaxcala-2023/schedule/407545/ |
| 12 oktober 2023 18:00 | (22–24, 14–21)   |     |              | Plazas de Toros Tlaxcala Domare: Wang Lijun (CHN), Mariko Satomi (JPN) Rapport: https://en.volleyballworld.com/beachvolleyball/competitions/beach-volleyball-world-championships-tlaxcala-2023/schedule/407545/ |

| 12 oktober 2023 20:00 | Ana Patrícia – Duda | 2–0 | Xue – Xia | Plazas de Toros Huamantla Domare: Suzanne Lowry (USA), Robert Leko (SRB) Rapport: https://en.volleyballworld.com/beachvolleyball/competitions/beach-volleyball-world-championships-tlaxcala-2023/schedule/407538/ |
| 12 oktober 2023 20:00 | (25–23, 21–18)      |     |           | Plazas de Toros Huamantla Domare: Suzanne Lowry (USA), Robert Leko (SRB) Rapport: https://en.volleyballworld.com/beachvolleyball/competitions/beach-volleyball-world-championships-tlaxcala-2023/schedule/407538/ |

| 12 oktober 2023 20:00 | Esmée – Zoé    | 0–2 | Melissa – Brandie | Plazas de Toros Apizaco Domare: Davide Crescentini (ITA), Agnieszka Myszkowska (POL) Rapport: https://en.volleyballworld.com/beachvolleyball/competitions/beach-volleyball-world-championships-tlaxcala-2023/schedule/407541/ |
| 12 oktober 2023 20:00 | (14–21, 11–21) |     |                   | Plazas de Toros Apizaco Domare: Davide Crescentini (ITA), Agnieszka Myszkowska (POL) Rapport: https://en.volleyballworld.com/beachvolleyball/competitions/beach-volleyball-world-championships-tlaxcala-2023/schedule/407541/ |

| 12 oktober 2023 20:00 | Hughes – Cheng        | 2–1 | Tīna – Anastasija | Plaza de la Constitución Tlaxcala Domare: Sylvain Druart (FRA), Marlene Hernández (MEX) Rapport: https://en.volleyballworld.com/beachvolleyball/competitions/beach-volleyball-world-championships-tlaxcala-2023/schedule/407542/ |
| 12 oktober 2023 20:00 | (19–21, 21–16, 15–11) |     |                   | Plaza de la Constitución Tlaxcala Domare: Sylvain Druart (FRA), Marlene Hernández (MEX) Rapport: https://en.volleyballworld.com/beachvolleyball/competitions/beach-volleyball-world-championships-tlaxcala-2023/schedule/407542/ |

| 12 oktober 2023 20:00 | Hüberli – Betschart | 2–0 | Scoles – Flint | Plazas de Toros Tlaxcala Domare: Mariko Satomi (JPN), Jean Mukundiyukuri (RWA) Rapport: https://en.volleyballworld.com/beachvolleyball/competitions/beach-volleyball-world-championships-tlaxcala-2023/schedule/407544/ |
| 12 oktober 2023 20:00 | (21–17, 27–25)      |     |                | Plazas de Toros Tlaxcala Domare: Mariko Satomi (JPN), Jean Mukundiyukuri (RWA) Rapport: https://en.volleyballworld.com/beachvolleyball/competitions/beach-volleyball-world-championships-tlaxcala-2023/schedule/407544/ |

### Kvartsfinaler
| 13 oktober 2023 17:00 | Hughes – Cheng | 2–0 | Tainá – Victória | Plaza de la Constitución Tlaxcala Domare: Osvaldo Sumavil (ARG), Mariko Satomi (JPN) Rapport: https://en.volleyballworld.com/beachvolleyball/competitions/beach-volleyball-world-championships-tlaxcala-2023/schedule/407548/ |
| 13 oktober 2023 17:00 | (21–14, 21–16) |     |                  | Plaza de la Constitución Tlaxcala Domare: Osvaldo Sumavil (ARG), Mariko Satomi (JPN) Rapport: https://en.volleyballworld.com/beachvolleyball/competitions/beach-volleyball-world-championships-tlaxcala-2023/schedule/407548/ |

| 13 oktober 2023 18:00 | Mariafe – Clancy | 2–0 | Melissa – Brandie | Plazas de Toros Apizaco Domare: Agnieszka Myszkowska (POL), Charalampos Papadogoulas (GRE) Rapport: https://en.volleyballworld.com/beachvolleyball/competitions/beach-volleyball-world-championships-tlaxcala-2023/schedule/407547/ |
| 13 oktober 2023 18:00 | (22–20, 21–16)   |     |                   | Plazas de Toros Apizaco Domare: Agnieszka Myszkowska (POL), Charalampos Papadogoulas (GRE) Rapport: https://en.volleyballworld.com/beachvolleyball/competitions/beach-volleyball-world-championships-tlaxcala-2023/schedule/407547/ |

| 13 oktober 2023 19:00 | Hüberli – Betschart  | 1–2 | Nuss – Kloth | Plazas de Toros Tlaxcala Domare: Sylvain Druart (FRA), Giseli Amantino (BRA) Rapport: https://en.volleyballworld.com/beachvolleyball/competitions/beach-volleyball-world-championships-tlaxcala-2023/schedule/407549/ |
| 13 oktober 2023 19:00 | (17–21, 21–19, 8–15) |     |              | Plazas de Toros Tlaxcala Domare: Sylvain Druart (FRA), Giseli Amantino (BRA) Rapport: https://en.volleyballworld.com/beachvolleyball/competitions/beach-volleyball-world-championships-tlaxcala-2023/schedule/407549/ |

| 13 oktober 2023 21:00 | Ana Patrícia – Duda | 2–0 | Stam – Schoon | Plazas de Toros Huamantla Domare: José Maria Padron (ESP), Suzanne Lowry (USA) Rapport: https://en.volleyballworld.com/beachvolleyball/competitions/beach-volleyball-world-championships-tlaxcala-2023/schedule/407546/ |
| 13 oktober 2023 21:00 | (21–16, 21–16)      |     |               | Plazas de Toros Huamantla Domare: José Maria Padron (ESP), Suzanne Lowry (USA) Rapport: https://en.volleyballworld.com/beachvolleyball/competitions/beach-volleyball-world-championships-tlaxcala-2023/schedule/407546/ |

### Semifinaler
| 14 oktober 2023 18:00 | Hughes – Cheng        | 2–1 | Nuss – Kloth | Plazas de Toros Tlaxcala Domare: Vincent Roche (FRA), Giseli Amantino (BRA) Rapport: https://en.volleyballworld.com/beachvolleyball/competitions/beach-volleyball-world-championships-tlaxcala-2023/schedule/407551/ |
| 14 oktober 2023 18:00 | (18–21, 21–12, 15–13) |     |              | Plazas de Toros Tlaxcala Domare: Vincent Roche (FRA), Giseli Amantino (BRA) Rapport: https://en.volleyballworld.com/beachvolleyball/competitions/beach-volleyball-world-championships-tlaxcala-2023/schedule/407551/ |

| 14 oktober 2023 20:00 | Ana Patrícia – Duda | 2–0 | Mariafe – Clancy | Plazas de Toros Tlaxcala Domare: Brigham Beatie (USA), Wang Lijun (CHN) Rapport: https://en.volleyballworld.com/beachvolleyball/competitions/beach-volleyball-world-championships-tlaxcala-2023/schedule/407550/ |
| 14 oktober 2023 20:00 | (21–17, 21–14)      |     |                  | Plazas de Toros Tlaxcala Domare: Brigham Beatie (USA), Wang Lijun (CHN) Rapport: https://en.volleyballworld.com/beachvolleyball/competitions/beach-volleyball-world-championships-tlaxcala-2023/schedule/407550/ |

### Match om tredjepris
| 15 oktober 2023 13:15 | Mariafe – Clancy     | 1–2 | Nuss – Kloth | Plazas de Toros Tlaxcala Domare: Giseli Amantino (BRA), Brian Hiebert (CAN) Rapport: https://en.volleyballworld.com/beachvolleyball/competitions/beach-volleyball-world-championships-tlaxcala-2023/schedule/407552/ |
| 15 oktober 2023 13:15 | (21–15, 19–21, 8–15) |     |              | Plazas de Toros Tlaxcala Domare: Giseli Amantino (BRA), Brian Hiebert (CAN) Rapport: https://en.volleyballworld.com/beachvolleyball/competitions/beach-volleyball-world-championships-tlaxcala-2023/schedule/407552/ |

### Final
| 15 oktober 2023 16:00 | Ana Patrícia – Duda | 0–2 | Hughes – Cheng | Plazas de Toros Tlaxcala Domare: Wang Lijun (CHN), Agnieszka Myszkowska (POL) Rapport: https://en.volleyballworld.com/beachvolleyball/competitions/beach-volleyball-world-championships-tlaxcala-2023/schedule/407553/ |
| 15 oktober 2023 16:00 | (16–21, 20–22)      |     |                | Plazas de Toros Tlaxcala Domare: Wang Lijun (CHN), Agnieszka Myszkowska (POL) Rapport: https://en.volleyballworld.com/beachvolleyball/competitions/beach-volleyball-world-championships-tlaxcala-2023/schedule/407553/ |

## Slutplaceringar
| Pos. | Lag                                 |
| ---- | ----------------------------------- |
|      | Hughes – Cheng                      |
|      | Ana Patrícia – Duda                 |
|      | Nuss – Kloth                        |
| 4    | Mariafe – Clancy                    |
| 5    | Tainá – Victória                    |
| 5    | Melissa – Brandie                   |
| 5    | Stam – Schoon                       |
| 5    | Hüberli – Betschart                 |
| 9    | Ágatha – Rebecca                    |
| 9    | Xue – Xia                           |
| 9    | Müller – Tillmann                   |
| 9    | Gottardi – Menegatti                |
| 9    | Tīna – Anastasija                   |
| 9    | Esmée – Zoé                         |
| 9    | Cannon – Kraft                      |
| 9    | Scoles – Flint                      |
| 17   | D. Klinger – R. Klinger             |
| 17   | Andressa – Vitória                  |
| 17   | Carol – Bárbara                     |
| 17   | Pavan – McBain                      |
| 17   | Dong – Wang                         |
| 17   | Hermannová – Štochlová              |
| 17   | Álvarez – Moreno                    |
| 17   | Liliana – Paula                     |
| 17   | Ahtiainen – Lahti                   |
| 17   | Placette – Richard                  |
| 17   | Ittlinger – Borger                  |
| 17   | Ludwig – Lippmann                   |
| 17   | Paulikienė – Raupelyté              |
| 17   | Gruszczyńska – Wachowicz            |
| 17   | Vergé-Dépré – Mäder                 |
| 17   | Naraphornrapat – Worapeerachayakorn |
| 33   | Ariana – Karelys                    |
| 33   | Ishii – Mizoe                       |
| 33   | Gutiérrez – Flores                  |
| 33   | Erika – Michelle                    |
| 37   | Gallay – Pereyra                    |
| 37   | Rivas – Chris                       |
| 37   | Quesada – Williams                  |
| 37   | Almánzar – Payano                   |
| 37   | Bianchin – Scampoli                 |
| 37   | Akiko – Yurika                      |
| 37   | Yakki – Mahassine                   |
| 37   | Albarran – Vidaurrazaga             |
| 37   | Torres – Rivera                     |
| 37   | Vanessa – Sinaportar                |
| 37   | Navas – González                    |
| 37   | Alix – Harward                      |